# Torneo di Wimbledon 2014
Il Torneo di Wimbledon 2014 è stata la 128ª edizione dei Championships, torneo di tennis giocato sull'erba e terza prova stagionale dello Slam per il 2014; si è disputata tra il 23 giugno e il 6 luglio 2014 sui 19 campi dell'All England Lawn Tennis and Croquet Club, comprendendo per la categoria Seniors i tornei di singolare maschile e femminile, e di doppio maschile, femminile e misto. I campioni in carica dei singolari maschile e femminile erano rispettivamente Andy Murray e Marion Bartoli, anche se quest'ultima non ha difeso il titolo in quanto si è ritirata nel corso del 2013.

## Sommario
Il torneo singolare maschile è stato vinto dal serbo Novak Djokovic. La testa di serie n.1 del torneo ha sconfitto al primo turno il kazako Andrey Golubev con un punteggio di 6-0, 6-1, 6-4, senza lasciare scampo all’avversario. Al secondo turno, la partita contro Radek Štěpánek inizia tranquilla con Djokovic che conquista i primi due set, poi perde il terzo in tie‑break, ma chiude 6‑4, 6‑3, 6‑7(5), 7‑6(5) per assicurarsi l’accesso al terzo turno . Quindi è toccato all'australiano Gilles Simon di subire la sconfitta per mano del serbo, con punteggio  6‑4, 6‑2, 6‑4. Al quarto turno, è riuscito a prevalere contro il francese Jo‑Wilfried Tsonga con un punteggio di  6‑3, 6‑4, 7‑6(5). 
Nei quarti di finale, sfida intensa contro Marin Čilić: Djokovic domina il primo 6‑1, perde il secondo e il terzo al tie‑break, ma recupera con decisione chiudendo 6‑1, 3‑6, 6‑7(4), 6‑2, 6‑2 . In semifinale batte il bulgaro Grigor Dimitrov con un punteggio di 6‑4, 3‑6, 7‑6(2), 7‑6(7). Trionfa in finale sullo svizzero Roger Federer, testa di serie n. 4, con un punteggio di 6‑7(7‑9), 6‑4, 7‑6(7‑4), 5‑7, 6‑4 .
Nel torneo singolare femminile s'impone la ceca Petra Kvitová, testa di serie n. 6. Al primo turno si sbarazza della connazionale Andrea Sestini Hlaváčková in due set, per 6-3, 6-0. Nel turno successivo incontra la tedesca Mona Barthel che travolge per 6-2, 6-0. Nel terzo vince di misura sulla statunitense Venus Williams col punteggio di 5-7, 7–6(2), 7-5. Al quarto turno vince contro la cinese Peng Shuai per 6-3, 6-2.
Nei quarti di finale incontra e supera la connazionale Barbora Strýcová per 6-1, 7-5. In semifinale vince contro la terza connazionale che affronta nel torneo, Lucie Šafářová, per 7–6(6), 6-1. Trionfa in finale contro la canadese Eugenie Bouchard lasciandole solo 3 giochi, per 6-3, 6-0.

## Programma del torneo
Il torneo si è svolto in 13 giornate divise in due settimane, nella 1ª domenica non si sono tenuti incontri. Tradizionalmente questo giorno viene chiamato Middle Sunday.

## Qualificazioni e sorteggio
Le qualificazioni si sono disputati dal 16 al 19 giugno 2014. Si sono qualificati i vincitori del terzo turno per i singolari e del secondo turno per i doppi:
- Per il singolare maschile: Luke Saville, James Duckworth, Alex Kuznetsov, Gilles Müller, Ante Pavić, Konstantin Kravčuk, Marsel İlhan, Yūichi Sugita, Denis Kudla, Jimmy Wang, Pierre-Hugues Herbert, Tim Pütz, Samuel Groth, Tatsuma Itō, Jan Hernych e Ryan Harrison.
- Per il singolare femminile: Alla Kudrjavceva, Tereza Smitková, Timea Bacsinszky, Michelle Larcher de Brito, Aleksandra Wozniak, Lesja Curenko, Paula Kania, Ana Konjuh, Victoria Duval, Tamira Paszek, Anett Kontaveit e Andreea Mitu.
- Per il doppio maschile:Marcelo Demoliner / Purav Raja, Andreas Siljeström / Igor Zelenay, Ryan Harrison / Kevin King e Alex Bolt / Andrew Whittington.
- Per il doppio femminile: Ljudmyla Kičenok / Nadežda Kičenok, Jarmila Gajdošová / Arina Rodionova, Pauline Parmentier / Laura Thorpe e Vesna Dolonc / Daniela Seguel.

Le wildcard sono state assegnate a:
- Per il singolare maschile: Marcos Baghdatis, Daniel Cox, Kyle Edmund, Daniel Evans, Nick Kyrgios, Daniel Smethurst, Jiří Veselý e James Ward.
- Per il singolare femminile: Naomi Broady, Tara Moore, Samantha Murray, Kristýna Plíšková, Sílvia Soler Espinosa, Taylor Townsend, Vera Zvonarëva e Jarmila Gajdošová.
- Per il doppio maschile: Daniel Evans / James Ward, Colin Fleming / Ross Hutchins, Ken Skupski / Neal Skupski e Jamie Delgado / Gilles Müller.
- Per il doppio femminile: Naomi Broady / Eléni Daniilídou, Martina Hingis / Vera Zvonarëva, Johanna Konta / Tara Moore, Jocelyn Rae / Anna Smith
- Per il doppio misto:

Il sorteggio dei tabelloni è stato effettuato venerdì 20 giugno 2014.

## Tennisti partecipanti ai singolari

### Singolare maschile
- Singolare maschile

| Campione                   | Campione                  | Finalista                  | Finalista                   |
| -------------------------- | ------------------------- | -------------------------- | --------------------------- |
| Novak Đoković (1)          | Novak Đoković (1)         | Roger Federer (4)          | Roger Federer (4)           |
| Semifinalisti              |                           |                            |                             |
| Grigor Dimitrov (13)       | Grigor Dimitrov (13)      | Milos Raonic (8)           | Milos Raonic (8)            |
| Eliminati ai quarti        |                           |                            |                             |
| Marin Čilić (26)           | Andy Murray (3)           | Stan Wawrinka (5)          | Nick Kyrgios (WC)           |
| Eliminati agli ottavi      |                           |                            |                             |
| Jo-Wilfried Tsonga (14)    | Jérémy Chardy             | Kevin Anderson (20)        | Leonardo Mayer              |
| Feliciano López (19)       | Tommy Robredo (23)        | Kei Nishikori (10)         | Rafael Nadal (2)            |
| Eliminati al 3º turno      |                           |                            |                             |
| Gilles Simon               | Jimmy Wang (Q)            | Serhij Stachovs'kyj        | Tomáš Berdych (6)           |
| Roberto Bautista Agut (27) | Fabio Fognini (16)        | Aleksandr Dolhopolov (21)  | Andrej Kuznecov             |
| Denis Istomin              | John Isner (9)            | Jerzy Janowicz (15)        | Santiago Giraldo            |
| Łukasz Kubot               | Simone Bolelli (LL)       | Jiří Veselý (WC)           | Michail Kukuškin            |
| Eliminati al 2º turno      |                           |                            |                             |
| Radek Štěpánek             | Robin Haase               | Michail Južnyj (17)        | Sam Querrey                 |
| Ernests Gulbis (12)        | Marinko Matosevic         | Andreas Haider-Maurer      | Bernard Tomić               |
| Blaž Rola                  | Jan Hernych (Q)           | Édouard Roger-Vasselin     | Tim Pütz (Q)                |
| Luke Saville (Q)           | Benjamin Becker           | Marcos Baghdatis (WC)      | David Ferrer (7)            |
| Lu Yen-hsun                | Julian Reister            | Ante Pavić (Q)             | Jarkko Nieminen             |
| Lleyton Hewitt             | Adrian Mannarino          | Marcel Granollers (30)     | Gilles Müller (Q)           |
| Jack Sock                  | Dušan Lajović             | Philipp Kohlschreiber (22) | Denis Kudla (Q)             |
| Richard Gasquet (13)       | Gaël Monfils (24)         | Frank Dancevic (LL)        | Lukáš Rosol                 |
| Eliminati al 1º turno      |                           |                            |                             |
| Andrej Golubev             | Pablo Cuevas (PR)         | Konstantin Kravčuk (Q)     | Vasek Pospisil (31)         |
| James Ward (WC)            | Alejandro González        | Bradley Klahn              | Jürgen Melzer               |
| Jürgen Zopp (PR)           | Carlos Berlocq            | Daniel Cox (WC)            | Fernando Verdasco (18)      |
| Paul-Henri Mathieu         | Kyle Edmund (WC)          | Evgenij Donskoj            | Victor Hănescu              |
| David Goffin               | Pablo Andújar             | Tobias Kamke               | Steve Johnson               |
| Aljaž Bedene (LL)          | Filippo Volandri          | Tejmuraz Gabašvili         | Alex Kuznetsov (Q)          |
| Ryan Harrison (Q)          | Dominic Thiem             | Donald Young               | Samuel Groth (Q)            |
| Andreas Seppi (25)         | Dustin Brown              | Daniel Evans (WC)          | Pablo Carreño Busta         |
| João Sousa                 | Oleksandr Nedovjesov      | Michael Russell            | Dimitrij Tursunov (32)      |
| Yūichi Sugita (Q)          | Alejandro Falla           | Federico Delbonis          | Daniel Smethurst (WC)       |
| Somdev Devvarman           | Michał Przysiężny         | Pere Riba                  | Lukáš Lacko                 |
| Nicolas Mahut              | Daniel Gimeno Traver      | Julien Benneteau           | Paolo Lorenzi               |
| Matthew Ebden              | Pierre-Hugues Herbert (Q) | Jan-Lennard Struff         | Guillermo García López (28) |
| Igor Sijsling              | Tatsuma Itō (Q)           | Marsel İlhan (Q)           | Kenny de Schepper           |
| James Duckworth (Q)        | Stéphane Robert           | Jiří Veselý (WC)           | Malek Jaziri (LL)           |
| Ivo Karlović (29)          | Dudi Sela                 | Benoît Paire               | Martin Kližan               |

### Singolare femminile
- Singolare femminile

| Campionessa                   | Campionessa             | Finalista               | Finalista                     |
| ----------------------------- | ----------------------- | ----------------------- | ----------------------------- |
| Petra Kvitová (6)             | Petra Kvitová (6)       | Eugenie Bouchard (13)   | Eugenie Bouchard (13)         |
| Semifinaliste                 |                         |                         |                               |
| Simona Halep (3)              | Simona Halep (3)        | Lucie Šafářová (23)     | Lucie Šafářová (23)           |
| Eliminate ai quarti           |                         |                         |                               |
| Angelique Kerber (9)          | Sabine Lisicki (19)     | Ekaterina Makarova (22) | Barbora Záhlavová-Strýcová    |
| Eliminate agli ottavi         |                         |                         |                               |
| Alizé Cornet (25)             | Marija Šarapova (5)     | Zarina Dijas            | Jaroslava Švedova             |
| Tereza Smitková (Q)           | Agnieszka Radwańska (4) | Peng Shuai              | Caroline Wozniacki (16)       |
| Eliminate al 3º turno         |                         |                         |                               |
| Serena Williams (1)           | Andrea Petković (20)    | Kirsten Flipkens (24)   | Alison Riske                  |
| Belinda Bencic                | Vera Zvonarëva (WC)     | Ana Ivanović (11)       | Madison Keys                  |
| Bojana Jovanovski             | Dominika Cibulková (10) | Caroline Garcia         | Michelle Larcher de Brito (Q) |
| Venus Williams (30)           | Lauren Davis            | Ana Konjuh (Q)          | Na Li (2)                     |
| Eliminate al 2º turno         |                         |                         |                               |
| Chanelle Scheepers            | Petra Cetkovská         | Irina-Camelia Begu      | Sílvia Soler Espinosa (WC)    |
| Heather Watson                | Lourdes Domínguez Lino  | Camila Giorgi           | Timea Bacsinszky (Q)          |
| Lesja Curenko (Q)             | Victoria Duval (Q)      | Donna Vekić             | Carla Suárez Navarro (15)     |
| Zheng Jie                     | Karolína Plíšková       | Klára Koukalová (31)    | Kaia Kanepi                   |
| Viktoryja Azaranka (8)        | Coco Vandeweghe         | Polona Hercog           | Alison Van Uytvanck           |
| Varvara Lepchenko             | Misaki Doi              | Jarmila Gajdošová (WC)  | Casey Dellacqua               |
| Mona Barthel                  | Kurumi Nara             | Marija Kirilenko        | Flavia Pennetta (12)          |
| Naomi Broady (WC)             | Yanina Wickmayer        | Elena Vesnina (32)      | Yvonne Meusburger             |
| Eliminate al 1º turno         |                         |                         |                               |
| Anna Tatišvili                | Christina McHale        | Jovana Jakšić           | Anna Schmiedlová              |
| Katarzyna Piter               | Virginie Razzano        | Ol'ga Govorcova         | Daniela Hantuchová            |
| Urszula Radwańska             | Ajla Tomljanović        | Petra Martić            | Tamira Paszek (Q)             |
| Anastasija Pavljučenkova (26) | Alexandra Cadanțu       | Sharon Fichman          | Samantha Murray (WC)          |
| Teliana Pereira               | Dinah Pfizenmaier       | Magdaléna Rybáriková    | Sorana Cîrstea (29)           |
| Roberta Vinci (21)            | Tara Moore (WC)         | Kristina Mladenovic     | Zhang Shuai                   |
| Francesca Schiavone           | Annika Beck             | Karin Knapp             | Julia Glushko                 |
| Taylor Townsend (WC)          | Mónica Puig             | Kristýna Plíšková (WC)  | Jelena Janković (7)           |
| Mirjana Lučić-Baroni          | Johanna Larsson         | Su-Wei Hsieh            | Garbiñe Muguruza (27)         |
| Julia Görges                  | Paula Ormaechea         | Monica Niculescu        | Aleksandra Wozniak (Q)        |
| Sara Errani (14)              | Cvetana Pironkova       | Elina Svitolina         | Kimiko Date-Krumm             |
| Svetlana Kuznecova (28)       | Stefanie Vögele         | Anett Kontaveit (Q)     | Andreea Mitu (Q)              |
| Andrea Hlaváčková             | Romina Oprandi          | Anna-Lena Friedsam      | María Teresa Torró Flor       |
| Sloane Stephens (18)          | Johanna Konta           | Alisa Klejbanova        | Jana Čepelová                 |
| Shahar Peer                   | Tímea Babos             | Marina Eraković         | Samantha Stosur (17)          |
| Patricia Mayr-Achleitner      | Alla Kudrjavceva (Q)    | Vania King              | Paula Kania (Q)               |

## Calendario

### 23 giugno (1º giorno)

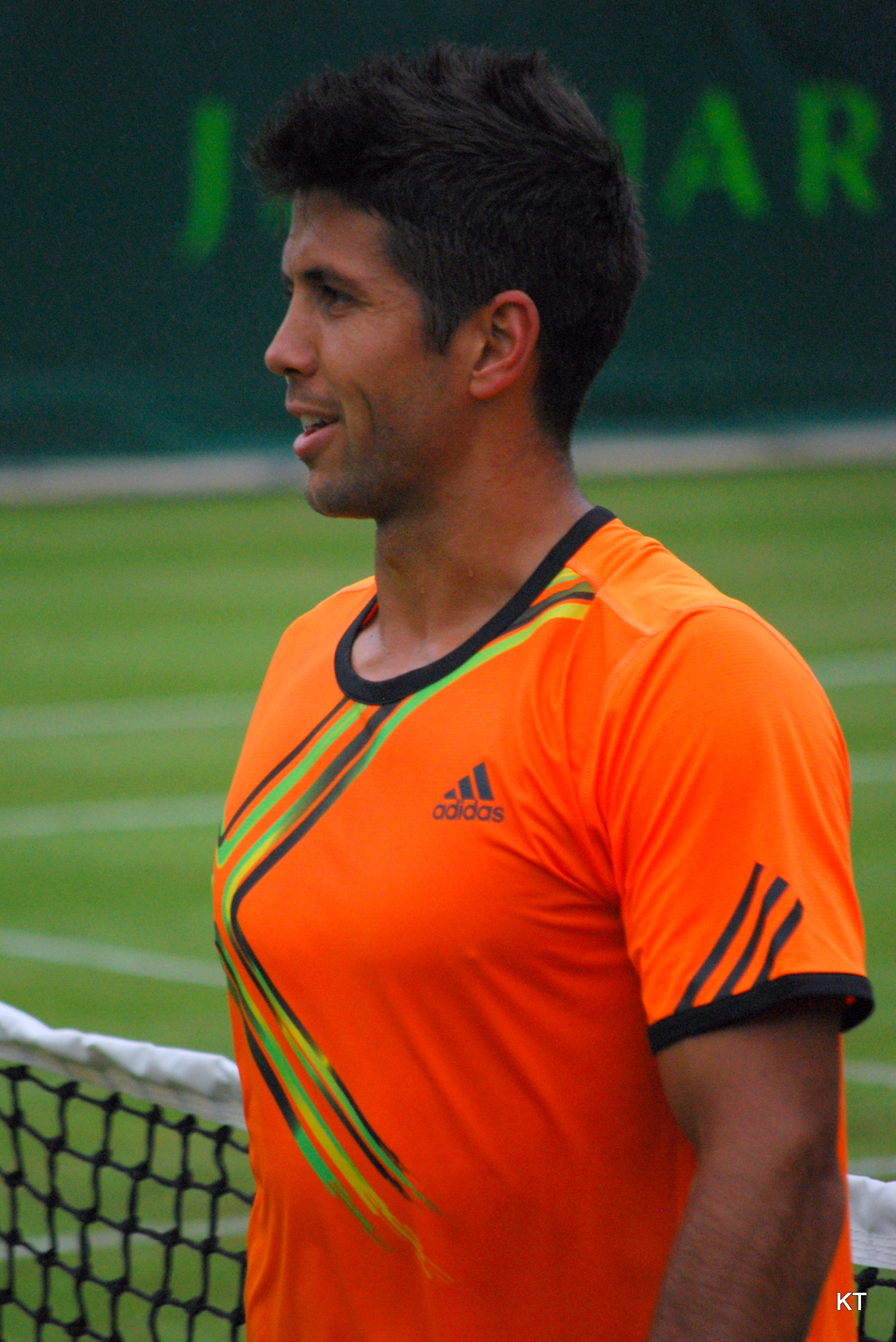
Fernando Verdasco, testa di serie n.18, esce al primo turno.

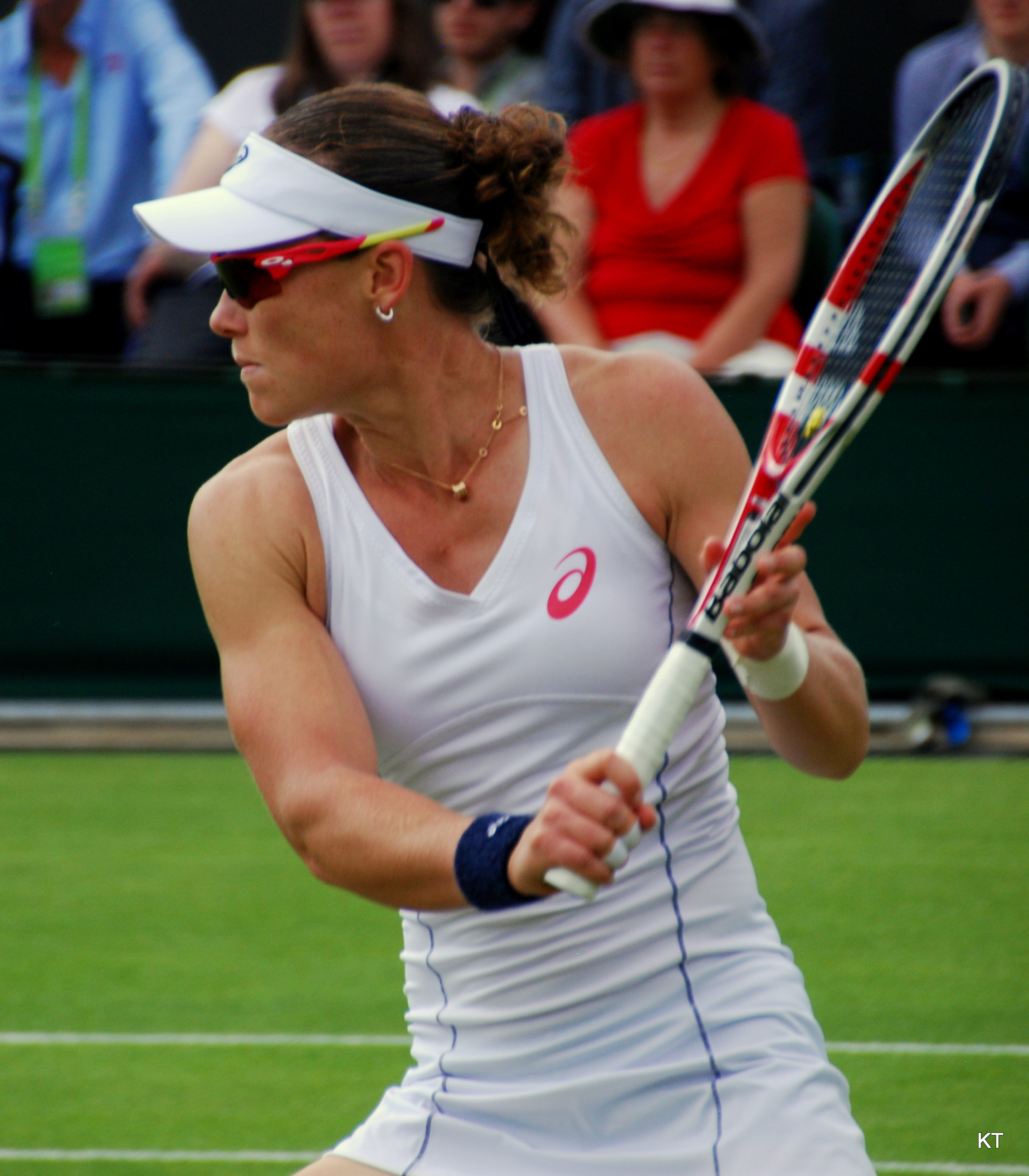
Samantha Stosur, testa di serie n.17, eliminata al primo turno

Nella 1ª giornata si sono giocati gli incontri del primo turno dei singolari maschili e femminili in base al programma della giornata.
| Incontri sui campi principali | Incontri sui campi principali                | Incontri sui campi principali                | Incontri sui campi principali  |
| Incontri sul Centre Court     | Incontri sul Centre Court                    | Incontri sul Centre Court                    | Incontri sul Centre Court      |
| Turno                         | Vincitore                                    | Perdente                                     | Punteggio                      |
| ----------------------------- | -------------------------------------------- | -------------------------------------------- | ------------------------------ |
| 1º turno singolare maschile   | Andy Murray [3]                              | David Goffin                                 | 6-1, 6-4, 7-5                  |
| 1º turno singolare femminile  | Li Na [2]                                    | Paula Kania [Q]                              | 7-5, 6-2                       |
| 1º turno singolare maschile   | Novak Đoković [1]                            | Andrej Golubev                               | 6-0, 6-1, 6-4                  |
| 1º turno singolare femminile  | Dominika Cibulková [10]                      | Aleksandra Wozniak [Q]                       | 6-1, 6-2                       |
| Incontri sul No. 1 Court      |                                              |                                              |                                |
| Turno                         | Vincitore                                    | Perdente                                     | Punteggio                      |
| 1º turno singolare femminile  | Viktoryja Azaranka [8]                       | Mirjana Lučić-Baroni                         | 6-3, 7-5                       |
| 1º turno singolare maschile   | Grigor Dimitrov [11]                         | Ryan Harrison [Q]                            | 7-6(1), 6-3, 6-2               |
| 1º turno singolare maschile   | Jürgen Melzer vs. Jo-Wilfried Tsonga [14]    | Jürgen Melzer vs. Jo-Wilfried Tsonga [14]    | 1-6, 6-3, 6-3, 2-6, 4-5, sosp. |
| Incontri sul No. 2 Court      |                                              |                                              |                                |
| Turno                         | Vincitore                                    | Perdente                                     | Punteggio                      |
| 1º turno singolare maschile   | Tomáš Berdych [6]                            | Victor Hănescu                               | 65-7, 6-1, 6-4, 6-3            |
| 1º turno singolare femminile  | Venus Williams [30]                          | María Teresa Torró Flor                      | 6-4, 4-6, 6-2                  |
| 1º turno singolare maschile   | Andrej Kuznecov                              | Daniel Evans [WC]                            | 6-1, 7-5, 3-6, 7-65            |
| 1º turno singolare femminile  | Andreea Mitu [Q] vs. Agnieszka Radwańska [4] | Andreea Mitu [Q] vs. Agnieszka Radwańska [4] | 2-4, sosp.                     |

Teste di serie eliminate:
- Singolare maschile:  Fernando Verdasco [18],  Andreas Seppi [25],  Vasek Pospisil [31]
- Singolare femminile:  Samantha Stosur [17],  Sloane Stephens [18],  Garbiñe Muguruza [27]

### 24 giugno (2º giorno)
Nella 2ª giornata si sono giocati gli incontri del primo turno dei singolari maschili e femminili in base al programma della giornata.
| Incontri sui campi principali | Incontri sui campi principali | Incontri sui campi principali | Incontri sui campi principali |
| Incontri sul Centre Court     | Incontri sul Centre Court     | Incontri sul Centre Court     | Incontri sul Centre Court     |
| Turno                         | Vincitore                     | Perdente                      | Punteggio                     |
| ----------------------------- | ----------------------------- | ----------------------------- | ----------------------------- |
| 1º turno singolare femminile  | Sabine Lisicki [19]           | Julia Glushko                 | 6-2, 6-1                      |
| 1º turno singolare maschile   | Rafael Nadal [2]              | Martin Kližan                 | 4-6, 6-3, 6-3, 6-3            |
| 1º turno singolare femminile  | Serena Williams [1]           | Anna Tatišvili                | 6-1, 6-2                      |
| 1º turno singolare femminile  | Simona Halep [3]              | Teliana Pereira               | 6-2, 6-2                      |
| Incontri sul No. 1 Court      |                               |                               |                               |
| Turno                         | Vincitore                     | Perdente                      | Punteggio                     |
| 1º turno singolare maschile   | Jo-Wilfried Tsonga [14]       | Jürgen Melzer                 | 6-1, 3-6, 3-6, 6-2, 6-4       |
| 1º turno singolare femminile  | Roger Federer [4]             | Paolo Lorenzi                 | 6-1, 6-1, 6-3                 |
| 1º turno singolare femminile  | Marija Šarapova [5]           | Samantha Murray [WC]          | 6-1, 6-0                      |
| 1º turno singolare femminile  | Eugenie Bouchard [13]         | Daniela Hantuchová            | 7-5, 7-5                      |
| 1º turno singolare femminile  | Ana Ivanović [11]             | Francesca Schiavone           | 7-66, 6-4                     |
| Incontri sul No. 2 Court      |                               |                               |                               |
| Turno                         | Vincitore                     | Perdente                      | Punteggio                     |
| 1º turno singolare maschile   | Stan Wawrinka [5]             | João Sousa                    | 6-3, 6-4, 6-3                 |
| 1º turno singolare maschile   | Agnieszka Radwańska [4]       | Andreea Mitu [Q]              | 6-2, 6-1                      |
| 1º turno singolare femminile  | Angelique Kerber [9]          | Urszula Radwańska             | 6-2, 6-4                      |
| 1º turno singolare femminile  | Kaia Kanepi                   | Jelena Janković [7]           | 6-3, 6-2                      |

Teste di serie eliminate:
- Singolare maschile:  Guillermo García López [28],  Ivo Karlović [29],  Dmitrij Tursunov [32]

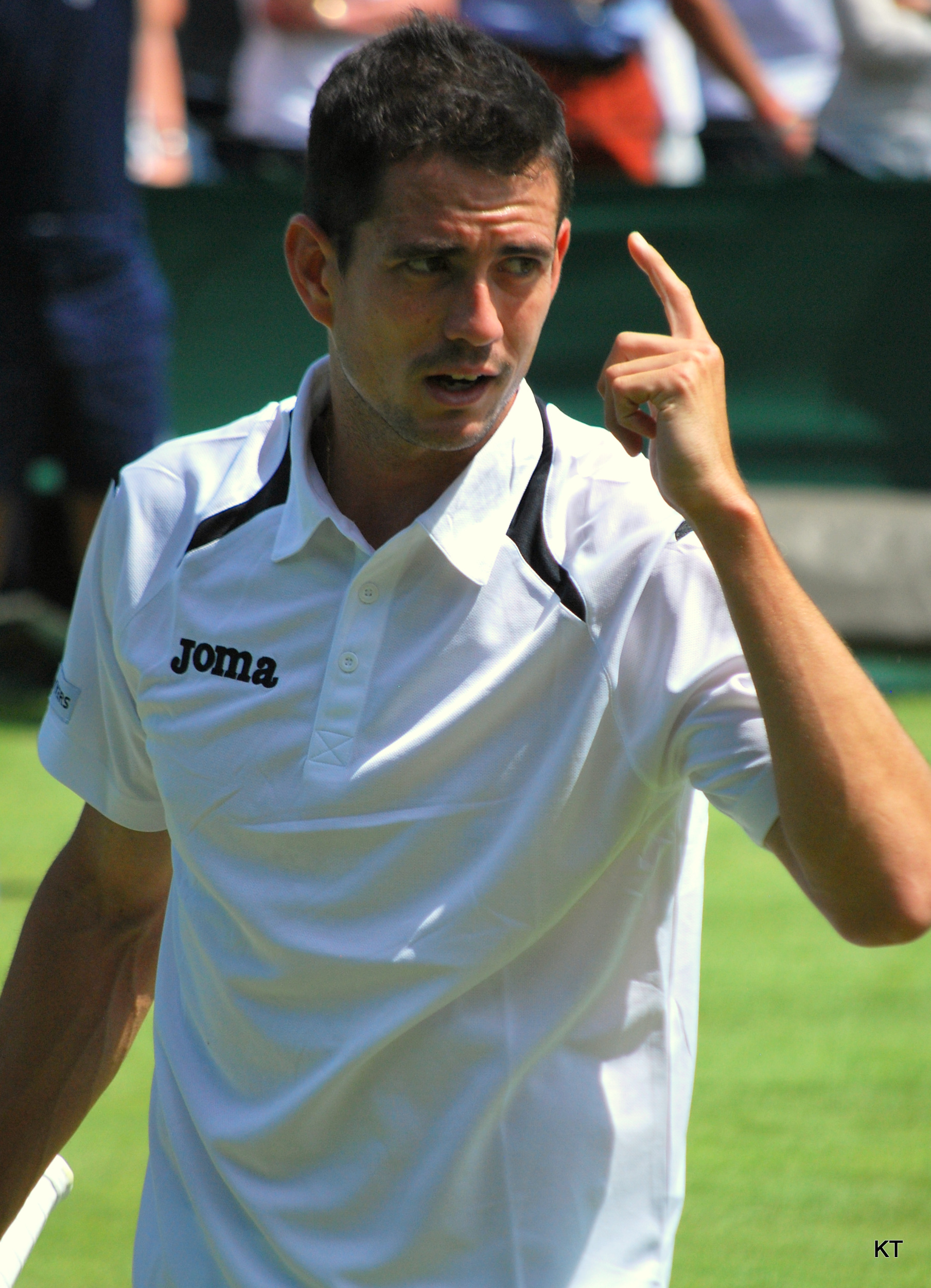
Guillermo García López, testa di serie n.28, eliminato al primo turno.

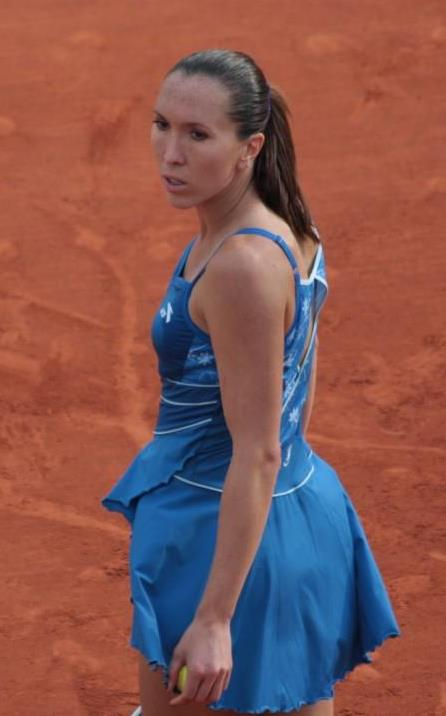
Jelena Janković, testa di serie n.7, sconfitta in un primo turno non semplice dall'estone Kaia Kanepi.

- Singolare femminile:  Jelena Janković [7],  Sara Errani [14],  Roberta Vinci [21],  Anastasija Pavljučenkova [26],  Svetlana Kuznecova [28],  Sorana Cîrstea [29]

### 25 giugno (3º giorno)

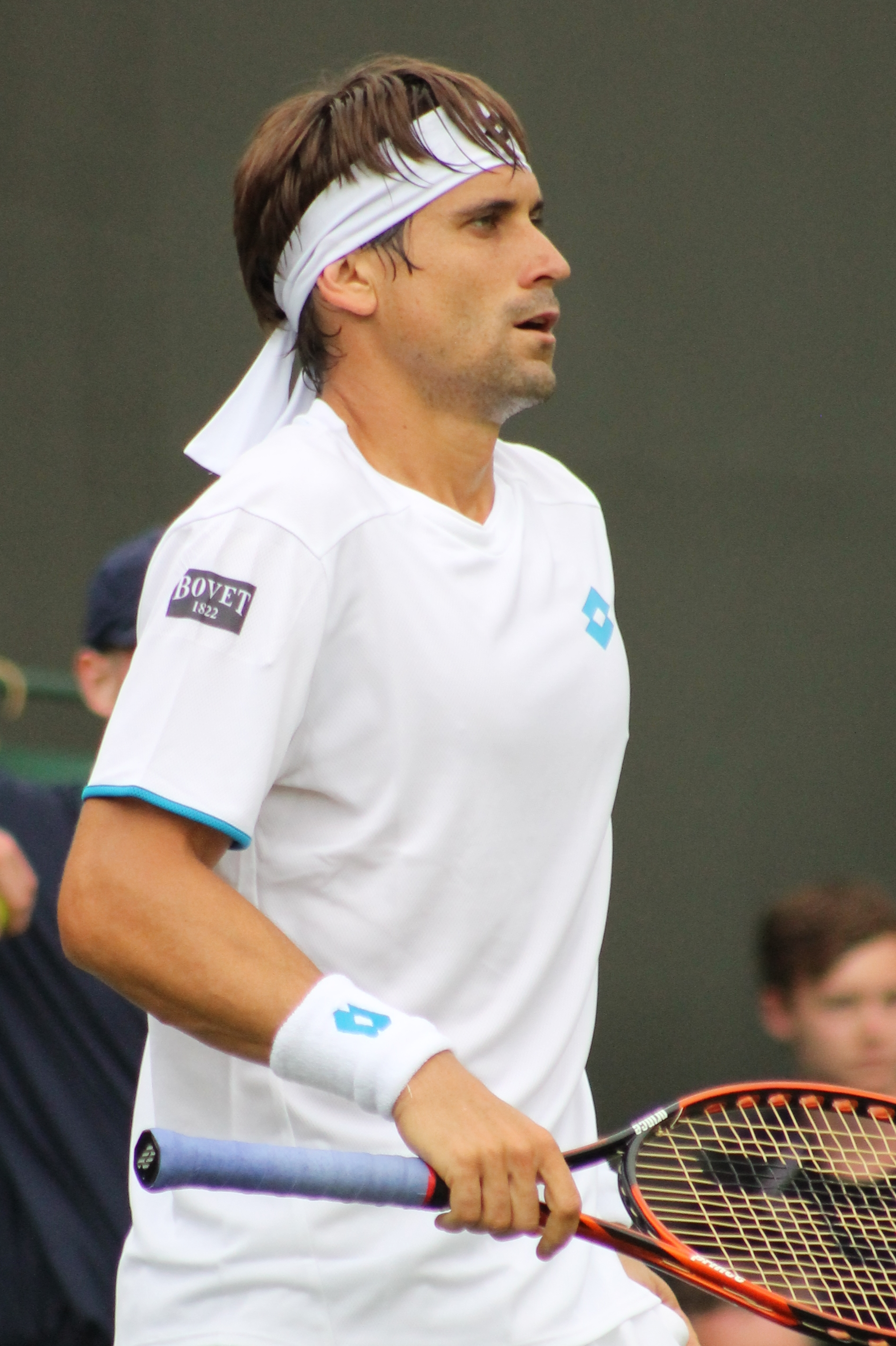
David Ferrer, testa di serie n. 7, eliminato inaspettatamente al secondo turno

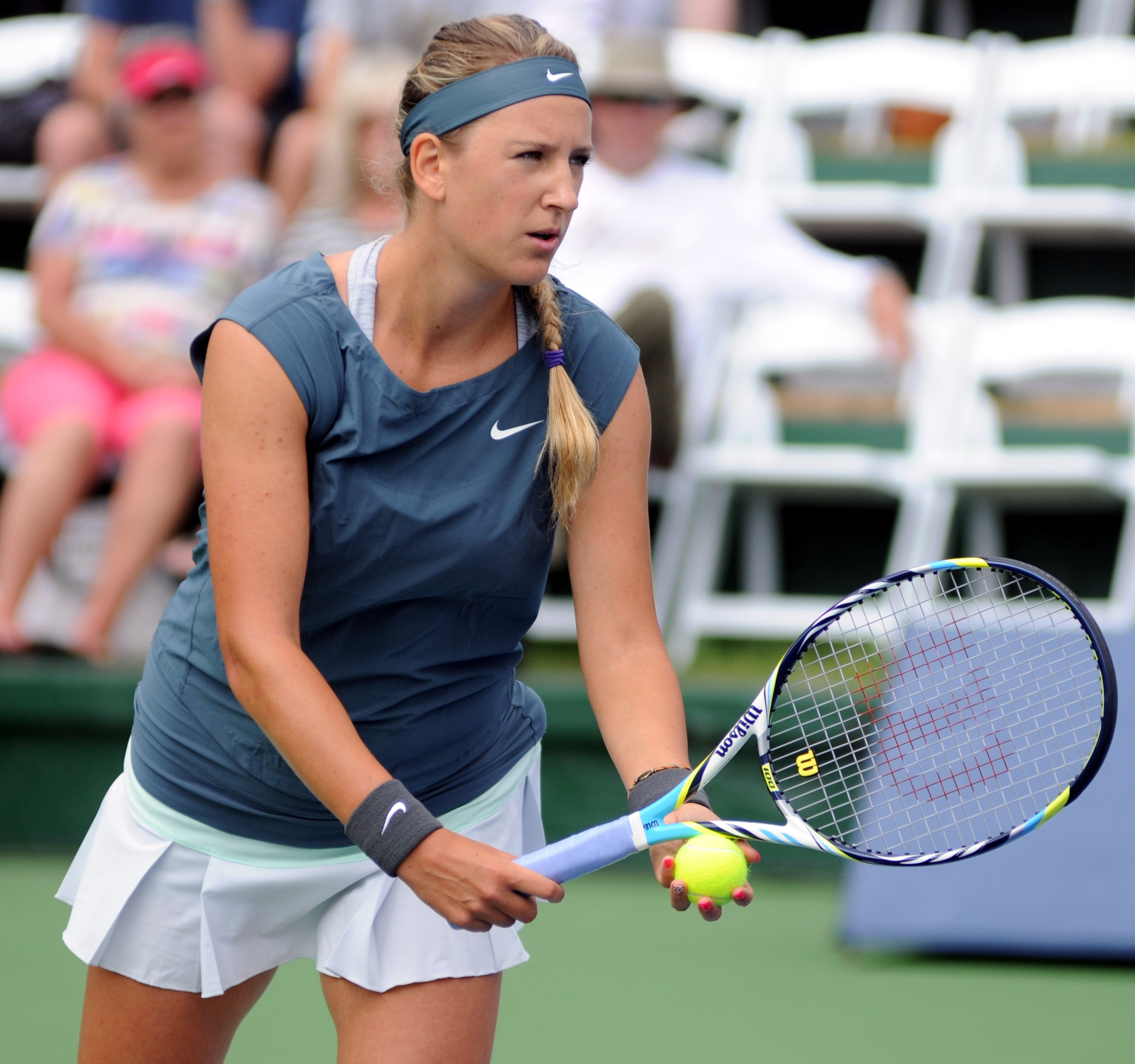
Viktoryja Azaranka, n. 9 del ranking, esce di scena al secondo turno

Nella 3ª giornata si sono giocati gli incontri del secondo turno dei singolari maschili e femminili ed il primo turno del doppio maschile e femminile in base al programma della giornata.
| Incontri sui campi principali | Incontri sui campi principali | Incontri sui campi principali | Incontri sui campi principali |
| Incontri sul Centre Court     | Incontri sul Centre Court     | Incontri sul Centre Court     | Incontri sul Centre Court     |
| Turno                         | Vincitore                     | Perdente                      | Punteggio                     |
| ----------------------------- | ----------------------------- | ----------------------------- | ----------------------------- |
| 2º turno singolare femminile  | Agnieszka Radwańska [4]       | Casey Dellacqua               | 6-4, 6-0                      |
| 2º turno singolare maschile   | Grigor Dimitrov [11]          | Luke Saville                  | 6-3, 6-2, 6-4                 |
| 2º turno singolare maschile   | Novak Đoković [1]             | Radek Štěpánek                | 6-4, 6-3, 65-7, 7-65          |
| Incontri sul No. 1 Court      |                               |                               |                               |
| Turno                         | Vincitore                     | Perdente                      | Punteggio                     |
| 2º turno singolare maschile   | Andy Murray [3]               | Blaž Rola                     | 6-1, 6-1, 6-0                 |
| 2º turno singolare femminile  | Petra Kvitová [6]             | Mona Barthel                  | 6-2, 6-0                      |
| 2º turno singolare maschile   | Tomáš Berdych [6]             | Bernard Tomić                 | 4-6, 7-65, 7-63, 6-1          |
| 2º turno singolare femminile  | Caroline Wozniacki [16]       | Naomi Broady [WC]             | 6-3, 6-2                      |
| Incontri sul No. 2 Court      |                               |                               |                               |
| Turno                         | Vincitore                     | Perdente                      | Punteggio                     |
| 2º turno singolare femminile  | Na Li [2]                     | Yvonne Meusburger             | 6-2, 6-2                      |
| 1º turno singolare femminile  | Vera Zvonarëva [WC]           | Tara Moore [WC]               | 6-4, 6-73, 9-7                |
| 2º turno singolare maschile   | Andrej Kuznecov               | David Ferrer [7]              | 65-7, 6-0, 3-6, 6-3, 6-2      |

Teste di serie eliminate:
- Singolare maschile:  David Ferrer [7],  Ernests Gulbis [12],  Michail Južnyj [17]
- Singolare femminile:  Viktoryja Azaranka [8],  Flavia Pennetta [12],  Elena Vesnina [32]
- Doppio femminile:  Květa Peschke /  Katarina Srebotnik [3]

### 26 giugno (4º giorno)

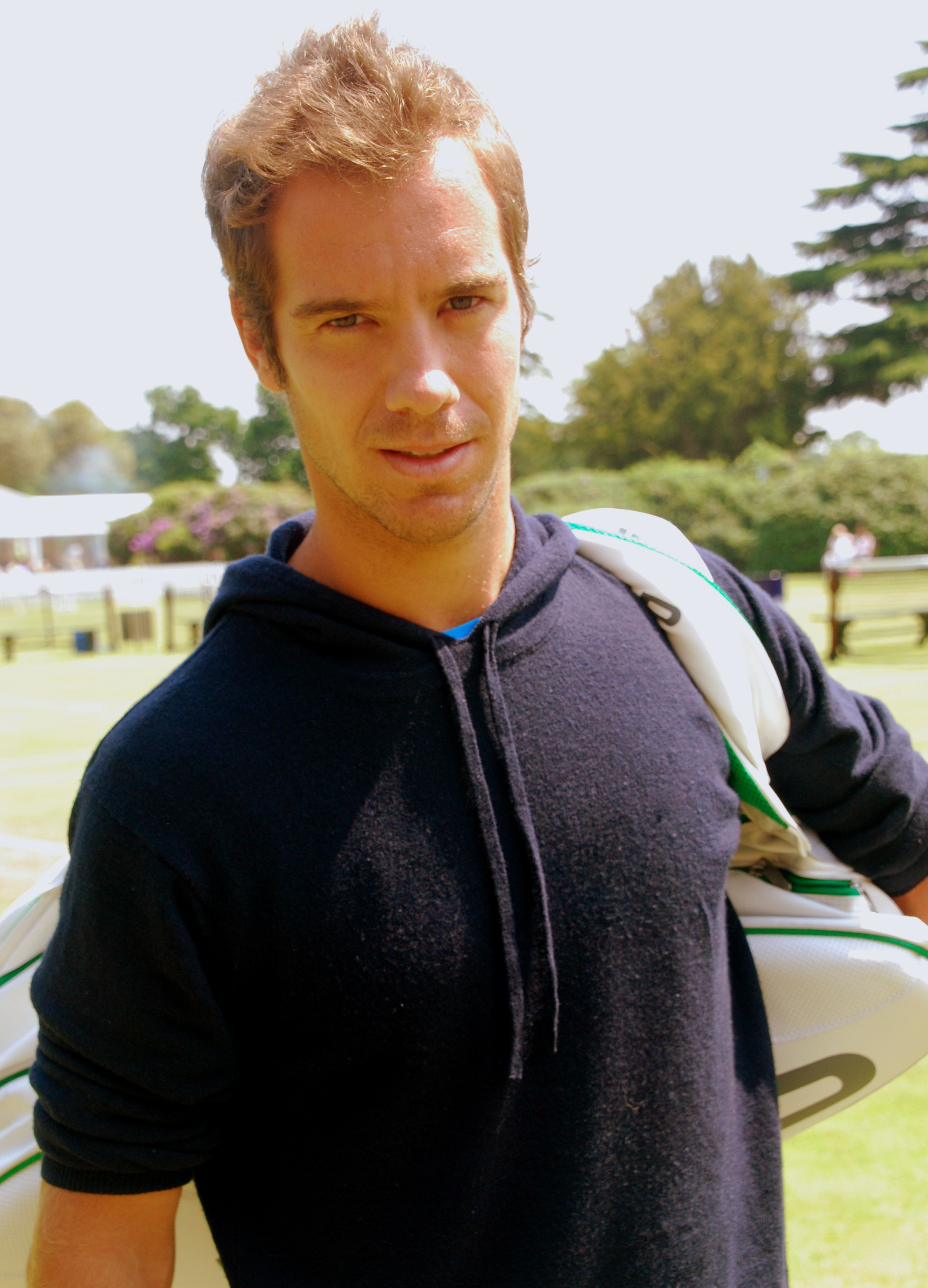
Il francese Richard Gasquet, semifinalista qui nel 2007, sconfitto al secondo turno, dopo non aver sfruttato 9 match point.

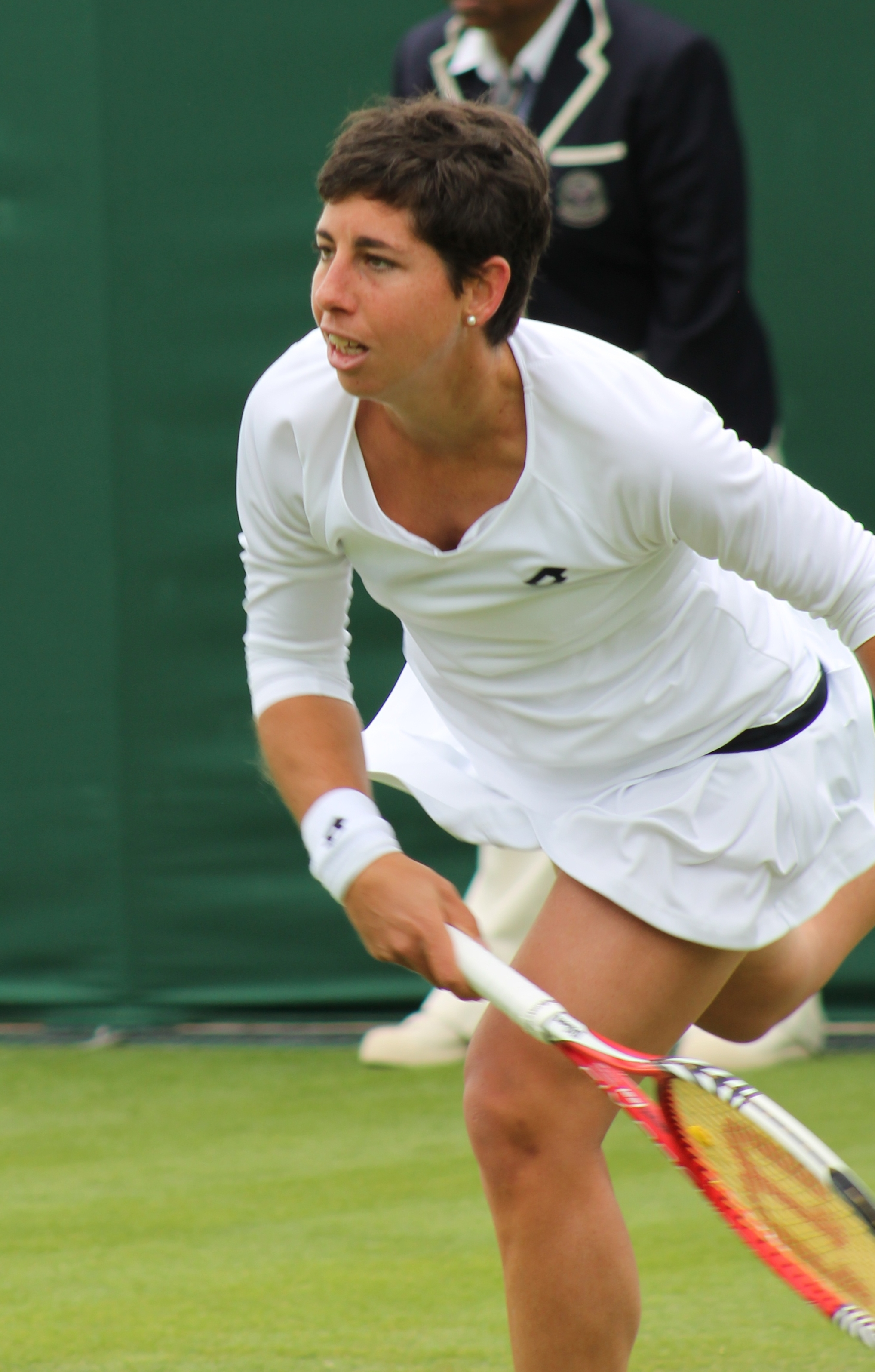
Carla Suárez Navarro, eliminata al secondo turno

Nella 4ª giornata si sono giocati gli incontri del secondo turno dei singolari maschili e femminili e del doppio maschile e femminile in base al programma della giornata.
| Incontri sui campi principali | Incontri sui campi principali          | Incontri sui campi principali          | Incontri sui campi principali |
| Incontri sul Centre Court     | Incontri sul Centre Court              | Incontri sul Centre Court              | Incontri sul Centre Court     |
| Turno                         | Vincitore                              | Perdente                               | Punteggio                     |
| ----------------------------- | -------------------------------------- | -------------------------------------- | ----------------------------- |
| 2º turno singolare maschile   | Rafael Nadal [2]                       | Lukáš Rosol                            | 4-6, 7-66, 6-4, 6-4           |
| 2º turno singolare femminile  | Angelique Kerber [9]                   | Heather Watson                         | 6-2, 5-7, 6-1                 |
| 2º turno singolare maschile   | Roger Federer [4]                      | Gilles Müller [Q]                      | 6-3, 7-5, 6-3                 |
| Incontri sul No. 1 Court      |                                        |                                        |                               |
| Turno                         | Vincitore                              | Perdente                               | Punteggio                     |
| 2º turno singolare femminile  | Serena Williams [1]                    | Chanelle Scheepers                     | 6-1, 6-1                      |
| 2º turno singolare maschile   | Stan Wawrinka [5]                      | Lu Yen-hsun                            | 7-66, 6-3, 3-6, 7-5           |
| 2º turno singolare femminile  | Marija Šarapova [5]                    | Timea Bacsinszky [Q]                   | 6-2, 6-1                      |
| 2º turno singolare femminile  | Caroline Wozniacki [16]                | Naomi Broady [WC]                      | 6-3, 6-2                      |
| Incontri sul No. 2 Court      |                                        |                                        |                               |
| Turno                         | Vincitore                              | Perdente                               | Punteggio                     |
| 2º turno singolare maschile   | Nick Kyrgios [WC]                      | Richard Gasquet [13]                   | 3-6, 64-7, 6-4, 7-5, 10-8     |
| 2º turno singolare maschile   | Jo-Wilfried Tsonga [14]                | Sam Querrey                            | 4-6, 7-62, 64-7, 6-3, 14-12   |
| 2º turno singolare femminile  | Eugenie Bouchard [13]                  | Sílvia Soler Espinosa [WC]             | 7-5, 6-1                      |
| 2º turno singolare maschile   | Jerzy Janowicz [15] vs. Lleyton Hewitt | Jerzy Janowicz [15] vs. Lleyton Hewitt | 7-5, 4-4, sospesa             |
| 2º turno singolare femminile  | Simona Halep [3] vs. Lesja Curenko [Q] | Simona Halep [3] vs. Lesja Curenko [Q] | Cancellata                    |

Teste di serie eliminate:
- Singolare maschile:  Richard Gasquet [13],  Philipp Kohlschreiber [22],  Gaël Monfils [24]
- Singolare femminile:  Carla Suárez Navarro [15],  Klára Koukalová [31]
- Doppio maschile:  Treat Huey /  Dominic Inglot [10]

### 27 giugno (5º giorno)

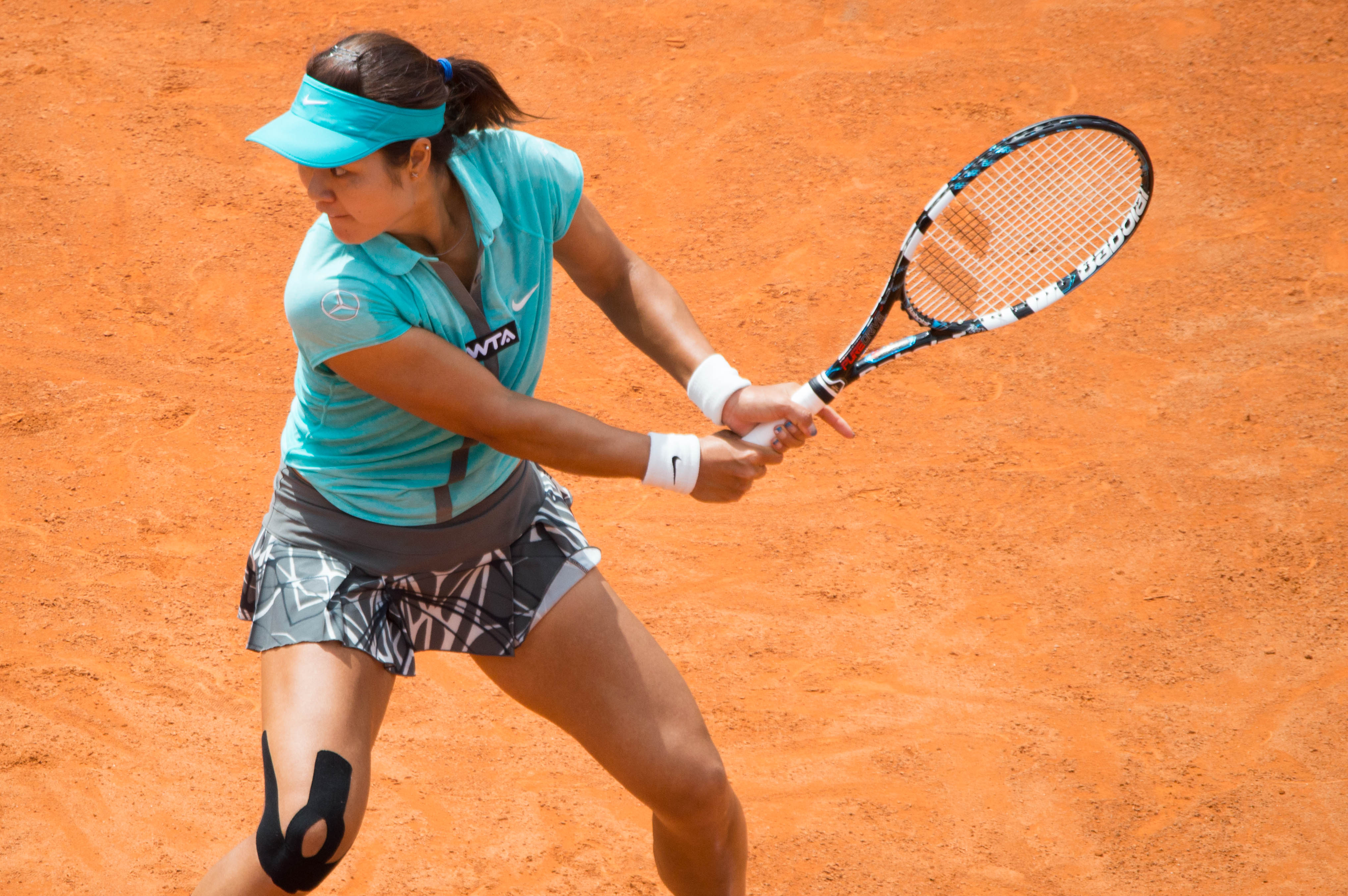
Na Li, n. 2 del mondo, esce clamorosamente al terzo turno

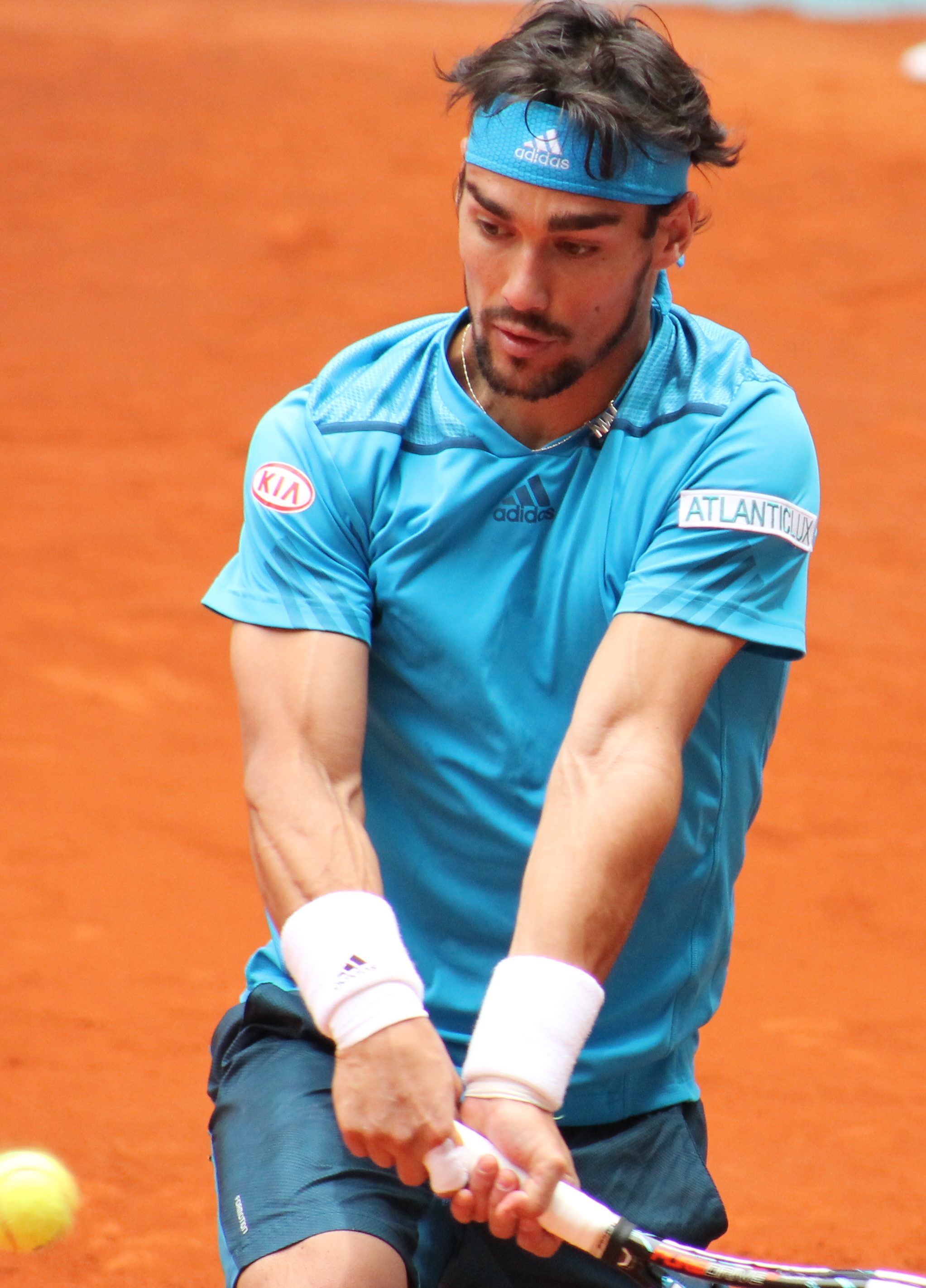
Fabio Fognini, 16^{a }testa di serie, sconfitto al terzo turno

Nella 5ª giornata si sono giocati gli incontri del secondo e terzo turno dei singolari maschili e femminili, del secondo turno del doppio maschile e femminile ed il primo turno del doppio misto in base al programma della giornata.
| Incontri sui campi principali | Incontri sui campi principali      | Incontri sui campi principali          | Incontri sui campi principali |
| Incontri sul Centre Court     | Incontri sul Centre Court          | Incontri sul Centre Court              | Incontri sul Centre Court     |
| Turno                         | Vincitore                          | Perdente                               | Punteggio                     |
| ----------------------------- | ---------------------------------- | -------------------------------------- | ----------------------------- |
| 3º turno singolare maschile   | Novak Đoković [1]                  | Gilles Simon                           | 6-4, 6-2, 6-4                 |
| 3º turno singolare femminile  | Petra Kvitová [6]                  | Venus Williams [30]                    | 5-7, 7-62, 7-5                |
| 3º turno singolare maschile   | Andy Murray [3]                    | Roberto Bautista Agut [27]             | 6-2, 6-3, 6-2                 |
| Incontri sul No. 1 Court      |                                    |                                        |                               |
| Turno                         | Vincitore                          | Perdente                               | Punteggio                     |
| 3º turno singolare femminile  | Barbora Záhlavová-Strýcová         | Na Li [2]                              | 7-65, 7-65                    |
| 3º turno singolare maschile   | Grigor Dimitrov [11]               | Aleksandr Dolhopolov [21]              | 63-7, 6-4, 2-6, 6-4, 6-1      |
| 1º turno doppio misto         | Michail Elgin Anastasija Rodionova | Ross Hutchins [WC] Heather Watson [WC] | 6-1, 1-6, 9-7                 |
| Incontri sul No. 2 Court      |                                    |                                        |                               |
| Turno                         | Vincitore                          | Perdente                               | Punteggio                     |
| 2º turno singolare femminile  | Simona Halep [3]                   | Lesja Curenko [Q]                      | 6-3, 4-6, 6-4                 |
| 2º turno singolare maschile   | Jerzy Janowicz [15]                | Lleyton Hewitt                         | 7-5, 6-4, 66-7, 4-6, 6-3      |
| 3º turno singolare femminile  | Agnieszka Radwańska [4]            | Michelle Larcher De Brito [Q]          | 6-2, 6-0                      |
| 2º turno doppio maschile      | Jamie Murray [14] John Peers [14]  | Jamie Delgado Gilles Müller            | 6-3, 7-66, 6-3                |

Teste di serie eliminate:
- Singolare maschile:  Fabio Fognini [16],  Aleksandr Dolhopolov [21],  Roberto Bautista Agut [27],  Marcel Granollers [30]
- Singolare femminile:  Na Li [2],  Dominika Cibulková [10],  Venus Williams [30]
- Doppio femminile:  Lucie Hradecká /  Michaëlla Krajicek [13],  Liezel Huber /  Lisa Raymond [15]

### 28 giugno (6º giorno)

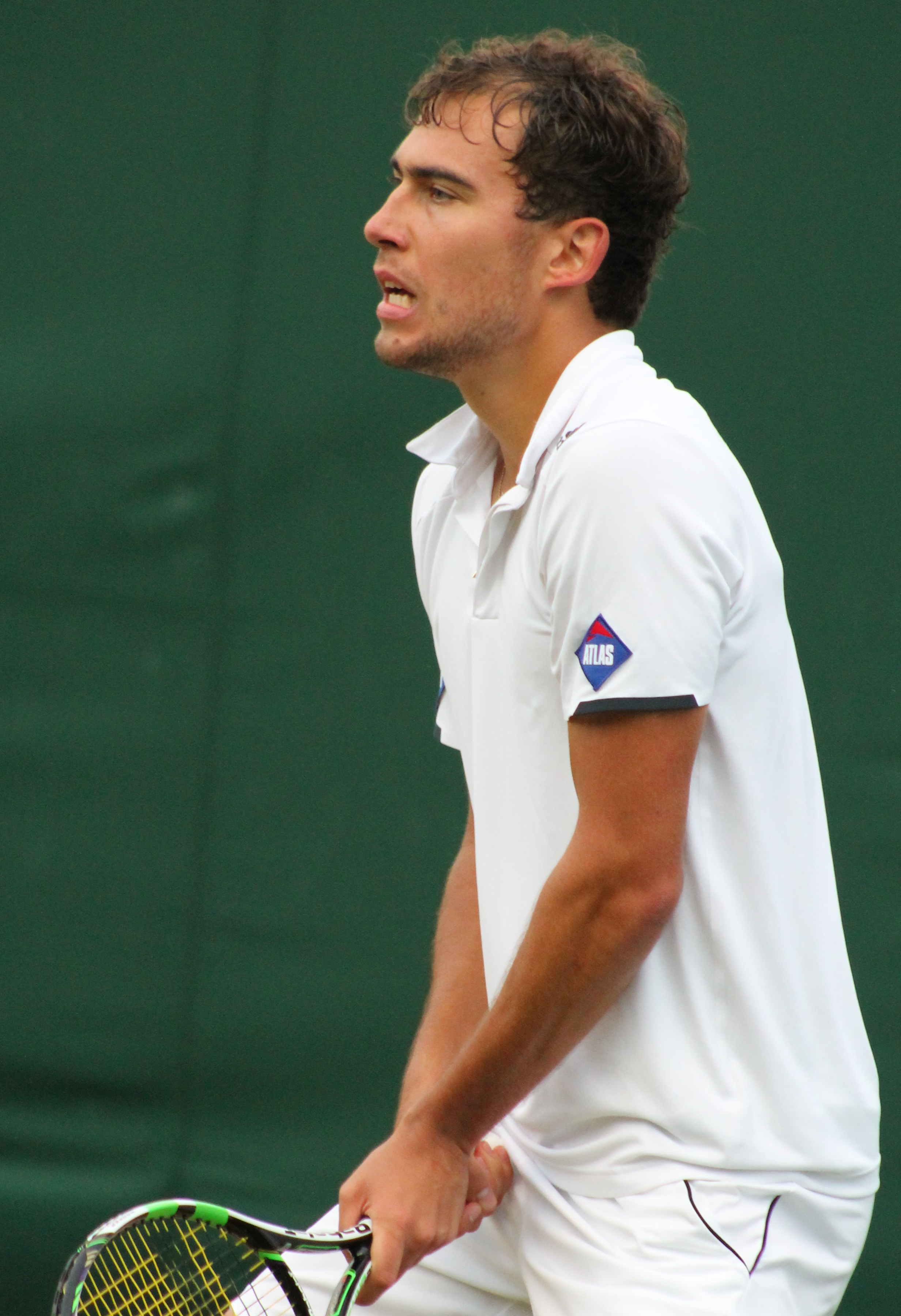
Jerzy Janowicz eliminato al terzo turno

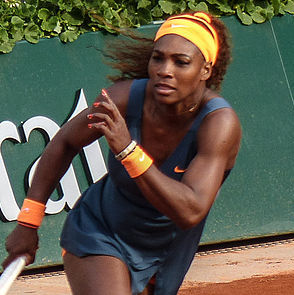
La n.1 del mondo Serena Williams, cinque volte campionessa dei Championships, esce clamorosamente al terzo turno.

Nella 6ª giornata si sono giocati gli incontri del terzo turno dei singolari maschili e femminili, del secondo turno del doppio maschile e femminile e del doppio misto in base al programma della giornata.
| Incontri sui campi principali | Incontri sui campi principali                                           | Incontri sui campi principali                                           | Incontri sui campi principali |
| Incontri sul Centre Court     | Incontri sul Centre Court                                               | Incontri sul Centre Court                                               | Incontri sul Centre Court     |
| Turno                         | Vincitore                                                               | Perdente                                                                | Punteggio                     |
| ----------------------------- | ----------------------------------------------------------------------- | ----------------------------------------------------------------------- | ----------------------------- |
| 3º turno singolare maschile   | Rafael Nadal [2]                                                        | Michail Kukuškin                                                        | 64-7, 6-1, 6-1, 6-1           |
| 3º turno singolare femminile  | Marija Šarapova [5]                                                     | Alison Riske                                                            | 6-3, 6-0                      |
| 3º turno singolare maschile   | Roger Federer [4]                                                       | Santiago Giraldo                                                        | 6-3, 6-1, 6-3                 |
| Incontri sul No. 1 Court      |                                                                         |                                                                         |                               |
| Turno                         | Vincitore                                                               | Perdente                                                                | Punteggio                     |
| 3º turno singolare femminile  | Alizé Cornet [25]                                                       | Serena Williams [1]                                                     | 1-6, 6-3, 6-4                 |
| 3º turno singolare femminile  | Ana Ivanović [11] vs. Sabine Lisicki [19]                               | Ana Ivanović [11] vs. Sabine Lisicki [19]                               | 4-6, 1-1, sospeso             |
| 3º turno singolare maschile   | Stan Wawrinka [5] vs. Denis Istomin                                     | Stan Wawrinka [5] vs. Denis Istomin                                     | Cancellato                    |
| Incontri sul No. 2 Court      |                                                                         |                                                                         |                               |
| Turno                         | Vincitore                                                               | Perdente                                                                | Punteggio                     |
| 3º turno singolare maschile   | Milos Raonic [8]                                                        | Łukasz Kubot                                                            | 7-62, 7-64, 6-2               |
| 2º turno doppio maschile      | Bob Bryan [1] / Mike Bryan [1] vs Roberto Bautista Agut / Igor Sijsling | Bob Bryan [1] / Mike Bryan [1] vs Roberto Bautista Agut / Igor Sijsling | Cancellato                    |

Teste di serie eliminate:
- Singolare maschile:  Jerzy Janowicz [17]
- Singolare femminile:  Serena Williams [1],  Andrea Petković [20],  Kirsten Flipkens [24]
- Doppio femminile:  Cara Black /  Sania Mirza [4]

### Middle Sunday (29 giugno)
Nella 1ª domenica del torneo non viene giocato alcun incontro; questo giorno viene tradizionalmente chiamato "Middle Sunday"

### 30 giugno (7º giorno)

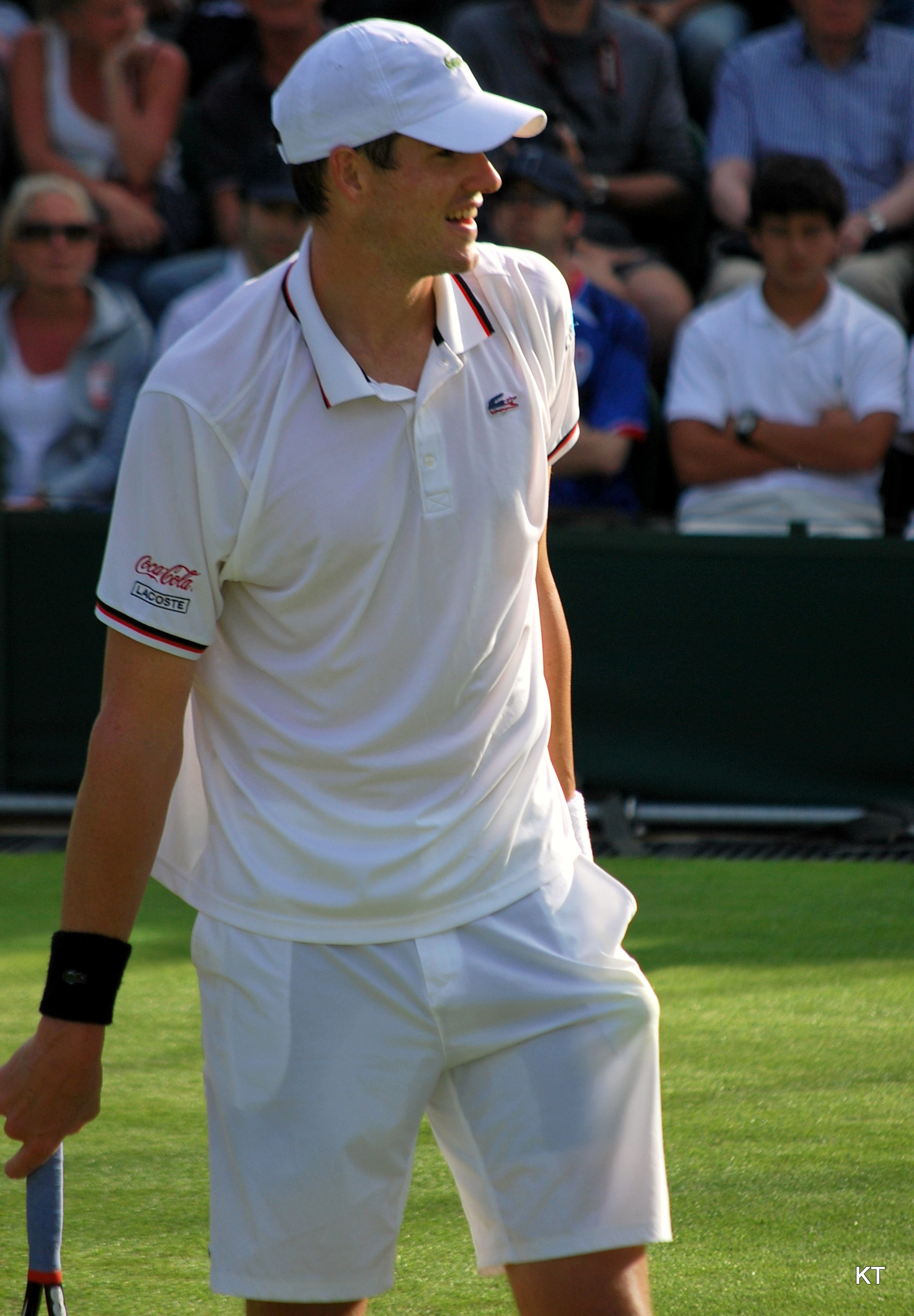
John Isner, testa di serie n.9, sconfitto al terzo turno

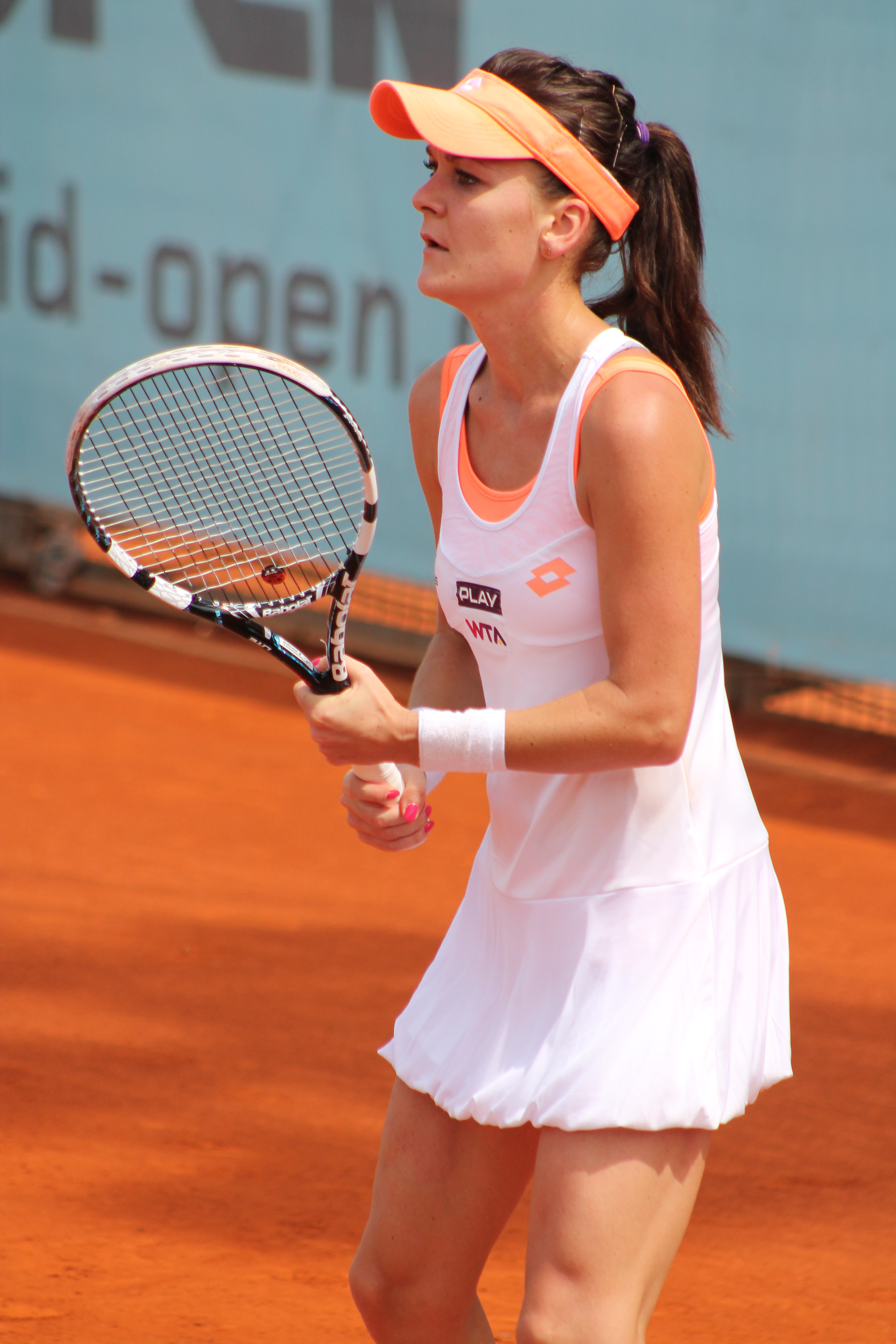
Agnieszka Radwańska, n.4 del mondo, esce al quarto turno

Nella 7ª giornata si sono giocati gli incontri del terzo e quarto turno dei singolari maschili e femminili, del secondo turno del doppio maschile e femminile e del doppio misto in base al programma della giornata.
| Incontri sui campi principali | Incontri sui campi principali                                              | Incontri sui campi principali                                              | Incontri sui campi principali |
| Incontri sul Centre Court     | Incontri sul Centre Court                                                  | Incontri sul Centre Court                                                  | Incontri sul Centre Court     |
| Turno                         | Vincitore                                                                  | Perdente                                                                   | Punteggio                     |
| ----------------------------- | -------------------------------------------------------------------------- | -------------------------------------------------------------------------- | ----------------------------- |
| 4º turno singolare femminile  | Eugenie Bouchard [13]                                                      | Alizé Cornet [25]                                                          | 7-65, 7-5                     |
| 4º turno singolare maschile   | Andy Murray [3]                                                            | Kevin Anderson [20]                                                        | 6-4, 6-3, 7-66                |
| 4º turno singolare maschile   | Novak Đoković [1]                                                          | Jo-Wilfried Tsonga [14]                                                    | 6-3, 6-4, 7-65                |
| Incontri sul No. 1 Court      |                                                                            |                                                                            |                               |
| Turno                         | Vincitore                                                                  | Perdente                                                                   | Punteggio                     |
| 3º turno singolare femminile  | Sabine Lisicki [19]                                                        | Ana Ivanović [11]                                                          | 6-4, 3-6, 6-1                 |
| 4º turno singolare maschile   | Grigor Dimitrov [11]                                                       | Leonardo Mayer                                                             | 6-4, 7-66, 6-2                |
| 4º turno singolare femminile  | Angelique Kerber [9] vs Marija Šarapova [5]                                | Angelique Kerber [9] vs Marija Šarapova [5]                                | Cancellato                    |
| 2º turno doppio femminile     | Serena Williams / Venus Williams [8] vs Kristina Barrois / Stefanie Vögele | Serena Williams / Venus Williams [8] vs Kristina Barrois / Stefanie Vögele | Cancellato                    |
| Incontri sul No. 2 Court      |                                                                            |                                                                            |                               |
| Turno                         | Vincitore                                                                  | Perdente                                                                   | Punteggio                     |
| 3º turno singolare maschile   | Stan Wawrinka [5]                                                          | Denis Istomin                                                              | 6-3, 6-3, 6-4                 |
| 4º turno singolare femminile  | Petra Kvitová [6]                                                          | Peng Shuai                                                                 | 6-3, 6-2                      |
| 2º turno doppio femminile     | Ljudmyla Kičenok / Nadežda Kičenok vs Sara Errani / Roberta Vinci [2]      | Ljudmyla Kičenok / Nadežda Kičenok vs Sara Errani / Roberta Vinci [2]      | 7-5, 2-4, sospeso             |
| 2º turno doppio misto         | Dominic Inglot / Johanna Konta vs Bob Bryan / Květa Peschke [2]            | Dominic Inglot / Johanna Konta vs Bob Bryan / Květa Peschke [2]            | Cancellato                    |

Teste di serie eliminate:
- Singolare maschile:  John Isner [9],  Jo-Wilfried Tsonga [14],  Kevin Anderson [20]
- Singolare femminile:  Agnieszka Radwańska [4],  Ana Ivanović [11],  Caroline Wozniacki [16],  Alizé Cornet [25]
- Doppio maschile:  Łukasz Kubot/ Robert Lindstedt [7]
- Doppio misto:  Cara Black/ Leander Paes [4]

### 1º luglio (8º giorno)

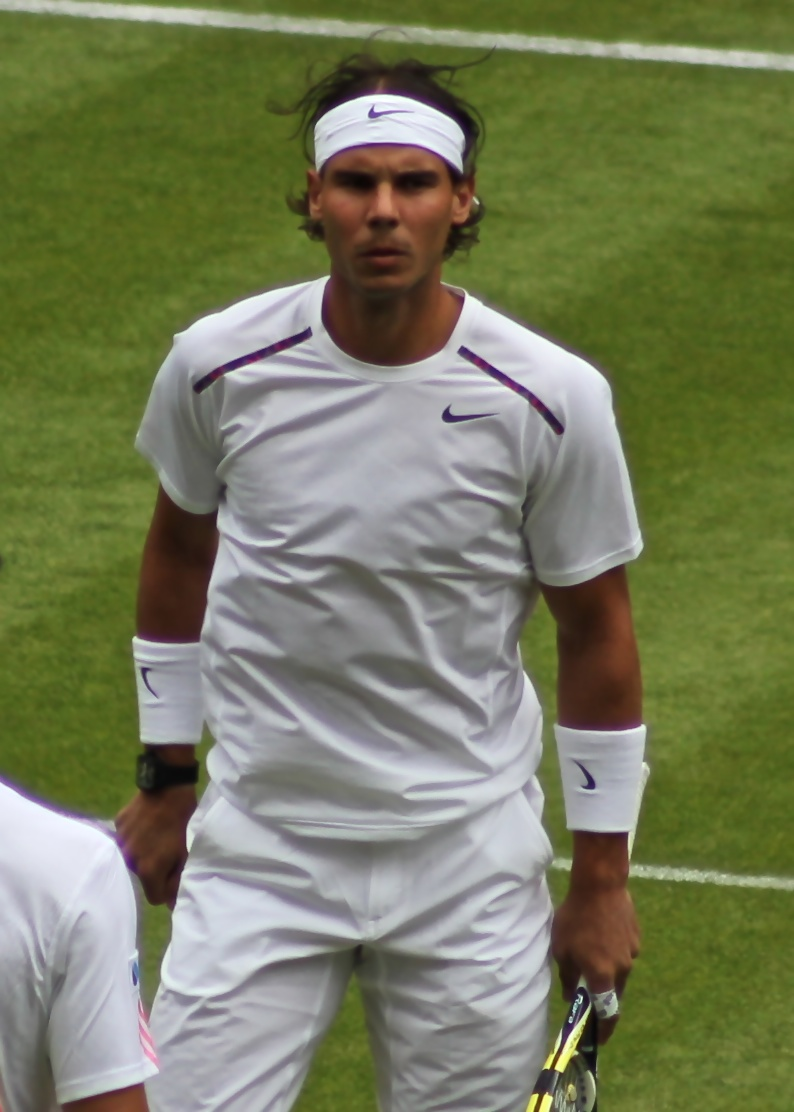
Rafael Nadal, n.1 del mondo, eliminato a sorpresa al quarto turno

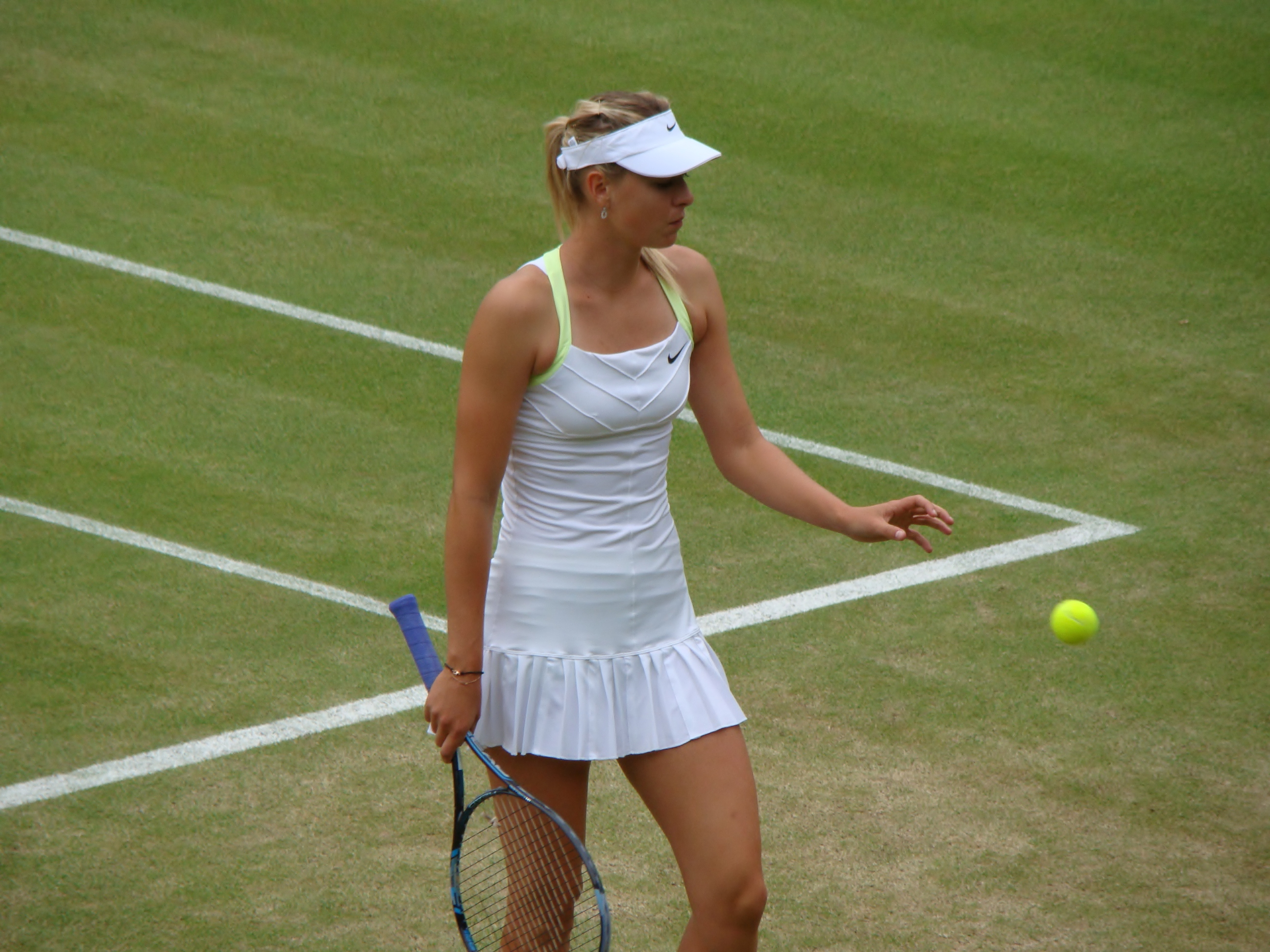
Marija Šarapova, ex vincitrice del torneo, sconfitta al quarto turno

Nell'8ª giornata si sono giocati gli incontri del quarto turno dei singolari maschili e femminili, e dei quarti di finale del singolare femminile, il secondo e terzo turno del doppio maschile e femminile ed il secondo turno del doppio misto in base al programma della giornata.
| Incontri sui campi principali        | Incontri sui campi principali           | Incontri sui campi principali                       | Incontri sui campi principali |
| Incontri sul Centre Court            | Incontri sul Centre Court               | Incontri sul Centre Court                           | Incontri sul Centre Court     |
| Turno                                | Vincitore                               | Perdente                                            | Punteggio                     |
| ------------------------------------ | --------------------------------------- | --------------------------------------------------- | ----------------------------- |
| 4º turno singolare femminile         | Angelique Kerber [9]                    | Marija Šarapova [5]                                 | 7-64, 4-6, 6-4                |
| 4º turno singolare maschile          | Nick Kyrgios [WC]                       | Rafael Nadal [2]                                    | 7-65, 5-7, 7-65, 6-3          |
| Quarti di finale singolare femminile | Petra Kvitová [6]                       | Barbora Záhlavová-Strýcová                          | 6-1, 7-5                      |
| Incontri sul No. 1 Court             |                                         |                                                     |                               |
| Turno                                | Vincitore                               | Perdente                                            | Punteggio                     |
| 4º turno singolare maschile          | Roger Federer [4]                       | Tommy Robredo [23]                                  | 6-1, 6-4, 6-4                 |
| Quarti di finale singolare femminile | Lucie Šafářová [23]                     | Ekaterina Makarova [22]                             | 6-3, 6-1                      |
| 2º turno doppio femminile            | Kristina Barrois Stefanie Vögele        | Serena Williams [8] Venus Williams [8]              | 3-0, ritirate                 |
| 3º turno doppio femminile            | Ashleigh Barty [6] Casey Dellacqua [6]  | Anabel Medina Garrigues [12] Jaroslava Švedova [12] | 7-64, 6-0                     |
| Incontri sul No. 2 Court             |                                         |                                                     |                               |
| Turno                                | Vincitore                               | Perdente                                            | Punteggio                     |
| 4º turno singolare femminile         | Simona Halep [3]                        | Zarina Dijas                                        | 6-3, 6-0                      |
| 4º turno singolare maschile          | Stan Wawrinka [5]                       | Feliciano López [19]                                | 7-65, 7-67, 6-3               |
| 2º turno doppio femminile            | Sara Errani [2] Roberta Vinci [2]       | Ljudmyla Kičenok Nadežda Kičenok                    | 5-7, 7-610, 6-1               |
| 3º turno doppio maschile             | Jean-Julien Rojer [11] Horia Tecău [11] | Feliciano López Jürgen Melzer                       | 7-63, 6-3, 7-68               |

Teste di serie eliminate:
- Singolare maschile:  Rafael Nadal [2],  Kei Nishikori [10],  Feliciano López [19],  Tommy Robredo [23]
- Singolare femminile:  Marija Šarapova [5],  Ekaterina Makarova [22]
- Doppio maschile:  Marcel Granollers /  Marc López [6],  Rohan Bopanna /  Aisam-ul-Haq Qureshi [8],  Eric Butorac /  Raven Klaasen [13],  Jamie Murray /  John Peers [14],  Juan Sebastián Cabal /  Marcin Matkowski [15],  Pablo Cuevas /  David Marrero [16]
- Doppio femminile:  Ekaterina Makarova /  Elena Vesnina [5],  Serena Williams /  Venus Williams [8],  Anabel Medina Garrigues /  Jaroslava Švedova [12],  Garbiñe Muguruza  Carla Suárez Navarro [16]
- Doppio misto:  Mike Bryan /  Katarina Srebotnik [1],  Alexander Peya /  Abigail Spears [3],  David Marrero /  Arantxa Parra Santonja [9],  Juan Sebastián Cabal /  Raquel Kops-Jones [11]

### 2 luglio (9º giorno)

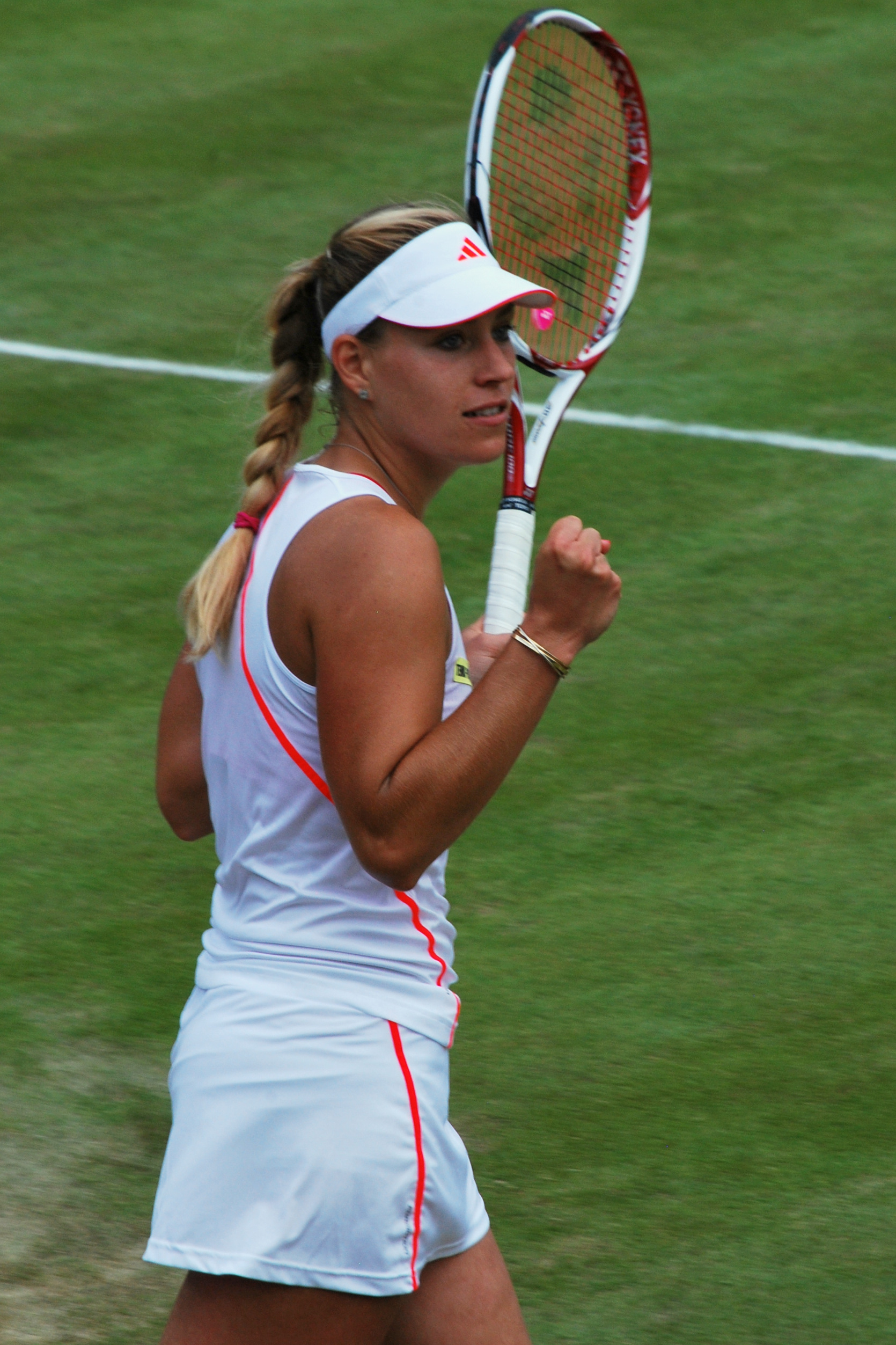
Angelique Kerber, eliminata ai quarti di finale

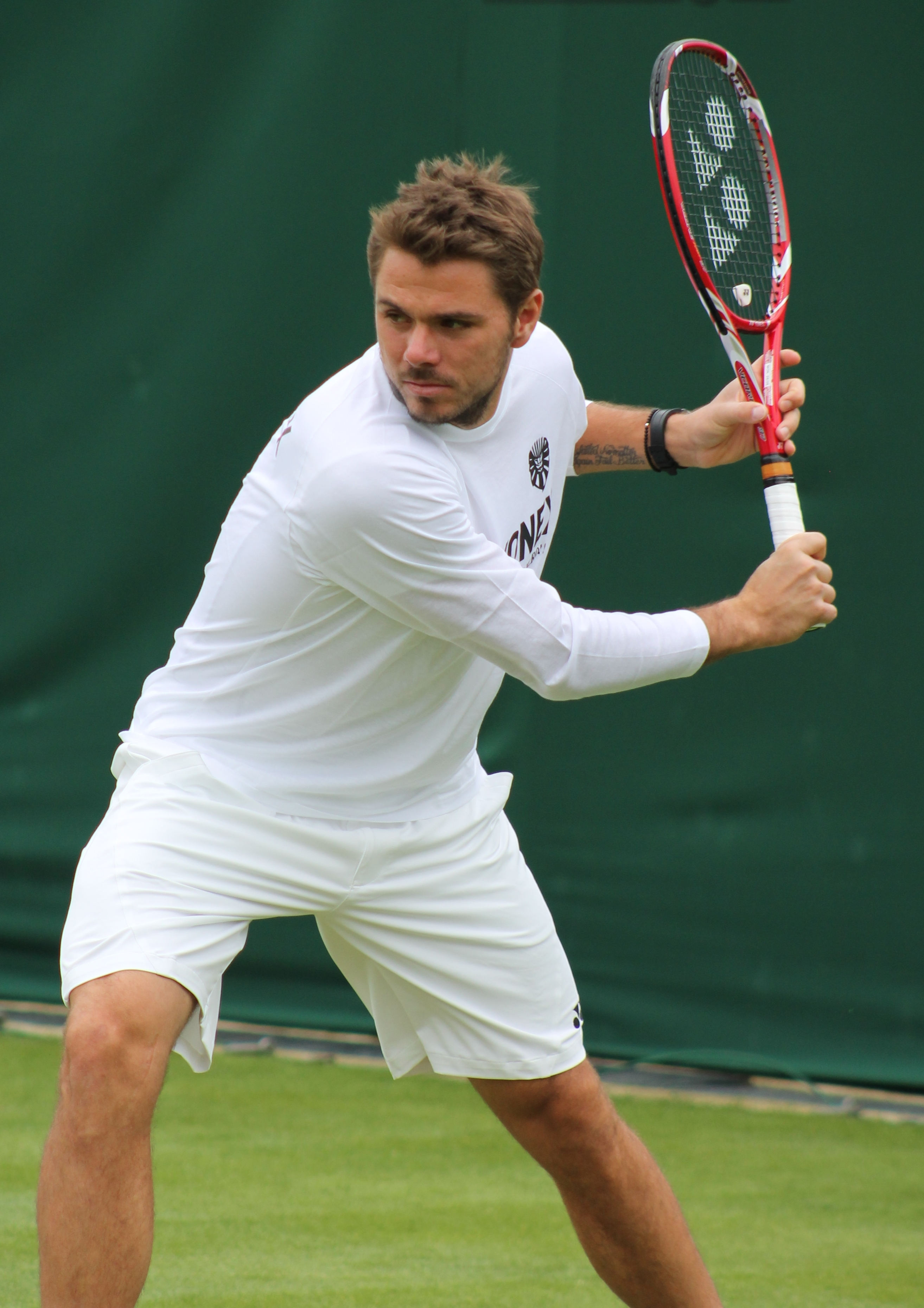
Stan Wawrinka, n.3 del mondo, eliminato ai quarti di finale

Nella 9ª giornata si sono giocati gli incontri dei quarti di finale dei singolari maschili e femminili, del terzo turno del doppio maschile e femminile ed il secondo e terzo turno del doppio misto in base al programma della giornata.
| Incontri sui campi principali        | Incontri sui campi principali                | Incontri sui campi principali      | Incontri sui campi principali |
| Incontri sul Centre Court            | Incontri sul Centre Court                    | Incontri sul Centre Court          | Incontri sul Centre Court     |
| Turno                                | Vincitore                                    | Perdente                           | Punteggio                     |
| ------------------------------------ | -------------------------------------------- | ---------------------------------- | ----------------------------- |
| Quarti di finale singolare femminile | Simona Halep [3]                             | Sabine Lisicki [19]                | 6-4, 6-0                      |
| Quarti di finale singolare maschile  | Grigor Dimitrov [11]                         | Andy Murray [3]                    | 6-1, 7-64, 6-2                |
| Quarti di finale singolare maschile  | Roger Federer [4]                            | Stan Wawrinka [5]                  | 3-6, 7-65, 6-4, 6-4           |
| Incontri sul No. 1 Court             |                                              |                                    |                               |
| Turno                                | Vincitore                                    | Perdente                           | Punteggio                     |
| Quarti di finale singolare femminile | Eugenie Bouchard [13]                        | Angelique Kerber [9]               | 6-3, 6-4                      |
| Quarti di finale singolare maschile  | Novak Đoković [1]                            | Marin Čilić [26]                   | 6-1, 3-6, 64-7, 6-2, 6-2      |
| Incontri sul No. 2 Court             |                                              |                                    |                               |
| Turno                                | Vincitore                                    | Perdente                           | Punteggio                     |
| 3º turno doppio femminile            | Sara Errani [2] Roberta Vinci [2]            | Shūko Aoyama Renata Voráčová       | 7-5, 6-3                      |
| Quarti di finale doppio maschile     | Bob Bryan [1] Mike Bryan [1]                 | Julian Knowle [9] Marcelo Melo [9] | 3-6, 7-66, 6-4, 6-4           |
| 3º turno doppio misto                | Bruno Soares [13] Martina Hingis [13]        | Martin Kližan Belinda Bencic       | 6-3, 5-7, 9-7                 |
| 3º turno doppio misto                | Aisam-ul-Haq Qureshi [16] Vera Duševina [16] | Bob Bryan [2] Květa Peschke [2]    | 7-5, 6-4                      |

Teste di serie eliminate:
- Singolare maschile:  Andy Murray [3],  Stan Wawrinka [5],  Marin Čilić [26]
- Singolare femminile:  Angelique Kerber [9],  Sabine Lisicki [19]
- Doppio maschile:  Julien Benneteau /  Édouard Roger-Vasselin [4],  Julian Knowle /  Marcelo Melo [9],  Jean-Julien Rojer /  Horia Tecău [11]
- Doppio femminile:  Hsieh Su-wei /  Peng Shuai [1],  Raquel Kops-Jones /  Abigail Spears [7],  Julia Görges /  Anna-Lena Grönefeld [10]
- Doppio misto:  Bob Bryan /  Květa Peschke [2],  Rohan Bopanna /  Andrea Hlaváčková [7],  Jean-Julien Rojer /  Anna-Lena Grönefeld [8],  John Peers /  Ashleigh Barty [12]

### 3 luglio (10º giorno)

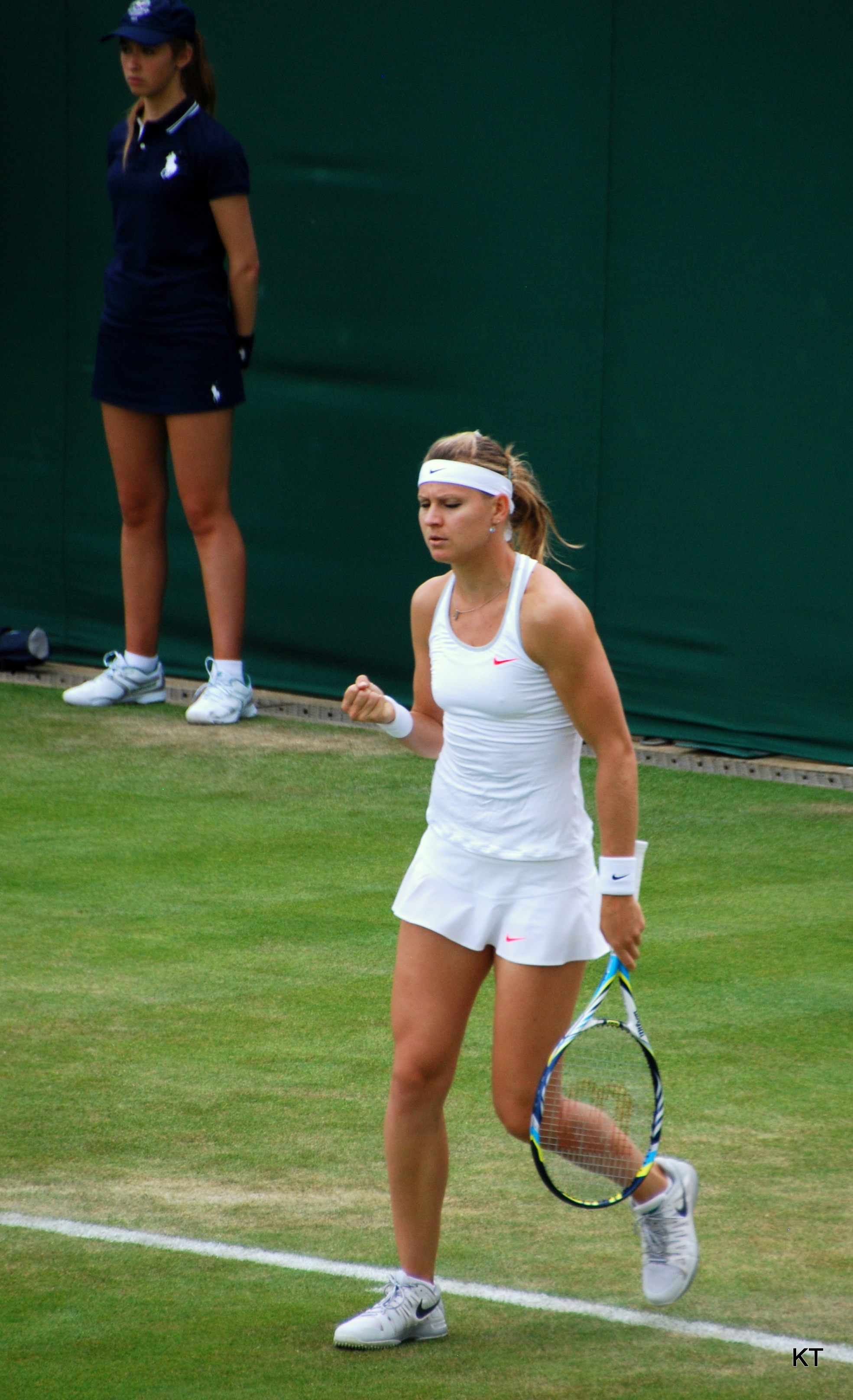
Lucie Šafářová, eliminata in semifinale, suo miglior risultato ai Championships

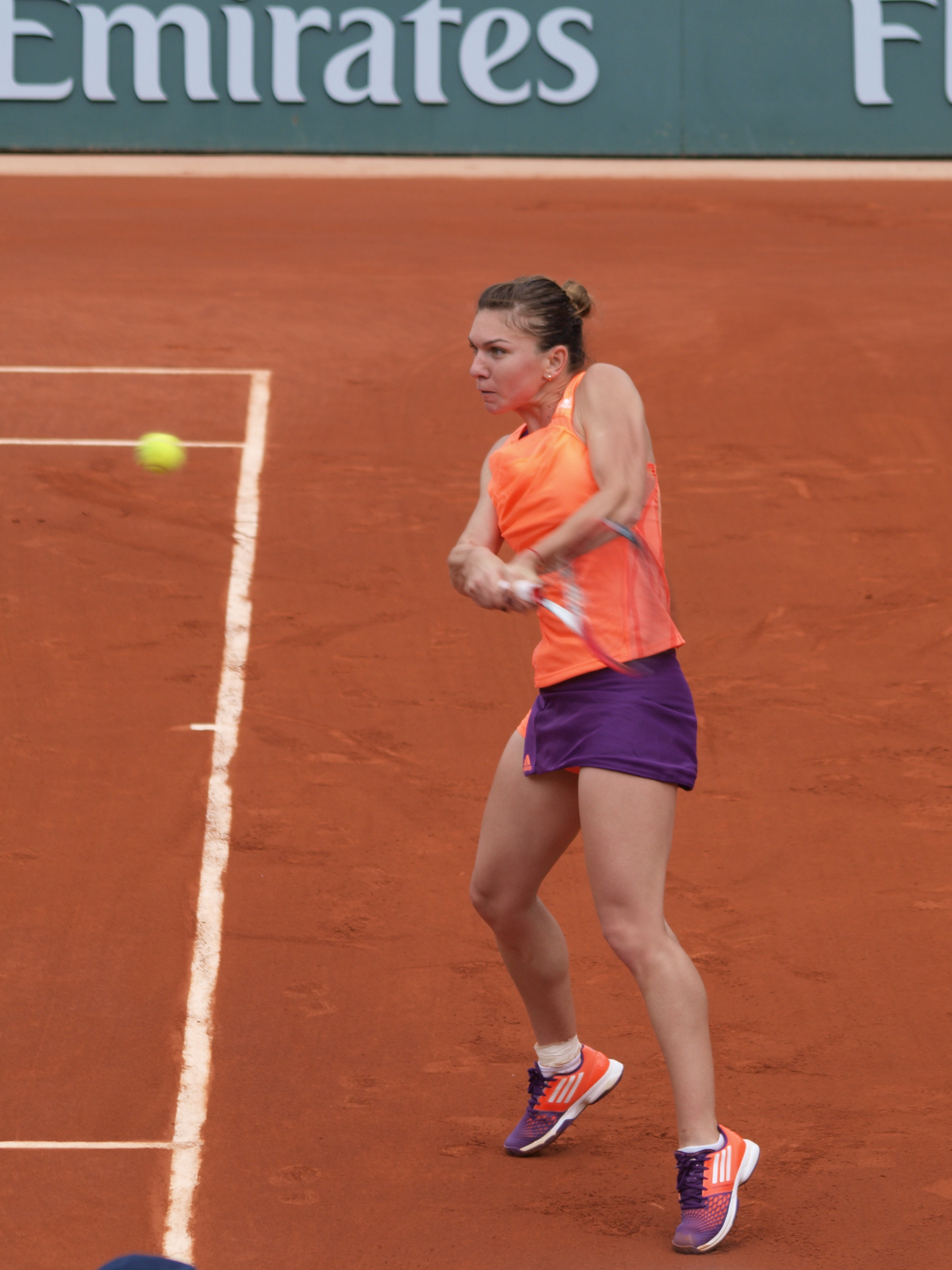
Simona Halep, testa di serie n.3, esce in semifinale

Nella 10ª giornata si sono giocati gli incontri di semifinale del singolare femminile, dei quarti di finale del doppio maschile e femminile ed il terzo turno e i quarti di finale del doppio misto in base al programma della giornata.
| Incontri sui campi principali     | Incontri sui campi principali             | Incontri sui campi principali         | Incontri sui campi principali |
| Incontri sul Centre Court         | Incontri sul Centre Court                 | Incontri sul Centre Court             | Incontri sul Centre Court     |
| Turno                             | Vincitore                                 | Perdente                              | Punteggio                     |
| --------------------------------- | ----------------------------------------- | ------------------------------------- | ----------------------------- |
| Semifinale singolare femminile    | Petra Kvitová [6]                         | Lucie Šafářová [23]                   | 7-66, 6-1                     |
| Semifinale singolare femminile    | Eugenie Bouchard [13]                     | Simona Halep [3]                      | 7-65, 6-2                     |
| 3º turno doppio misto             | Jamie Murray [10] Casey Dellacqua [10]    | Horia Tecău [6] Sania Mirza [6]       | 7-5, 6-3                      |
| Quarti di finale doppio misto     | Daniel Nestor [5] Kristina Mladenovic [5] | Bruno Soares [13] Martina Hingis [13] | 6-4, 7-63                     |
| Incontri sul No. 1 Court          |                                           |                                       |                               |
| Turno                             | Vincitore                                 | Perdente                              | Punteggio                     |
| Quarti di finale doppio maschile  | Leander Paes [5] Radek Štěpánek [5]       | Daniel Nestor [3] Nenad Zimonjić [3]  | 3-6, 7-65, 6-3, 6-4           |
| 3º turno doppio misto             | Neal Skupski [WC] Naomi Broady [WC]       | Florin Mergea Elina Svitolina         | 4-6, 6-3, 6-4                 |
| Doppio maschile per invito        | Jonas Björkman Todd Woodbridge            | Goran Ivanišević Ivan Ljubičić        | 6-4, 7-64                     |
| Incontri sul No. 2 Court          |                                           |                                       |                               |
| Turno                             | Vincitore                                 | Perdente                              | Punteggio                     |
| Doppio maschile per invito senior | Rick Leach Mark Woodforde                 | Mansour Bahrami Henri Leconte         | 6-3, 7-67                     |
| Quarti di finale doppio maschile  | Vasek Pospisil Jack Sock                  | Alexander Peya [2] Bruno Soares [2]   | 6-4, 3-6, 7-66, 6-4           |
| Doppio maschile per invito        | Thomas Enqvist Mark Philippoussis         | Justin Gimelstob Chris Wilkinson      | 6-4, 3-6, [10-4]              |
| Doppio femminile per invito       | Martina Navrátilová Selima Sfar           | Anne Keothavong Conchita Martínez     | 6-0, 6-1                      |

Teste di serie eliminate:
- Singolare femminile:  Simona Halep [3],  Lucie Šafářová [23]
- Doppio maschile:  Alexander Peya /  Bruno Soares [2],  Daniel Nestor /  Nenad Zimonjić [3]
- Doppio femminile:  Ashleigh Barty /  Casey Dellacqua [6],  Alla Kudrjavceva /  Anastasija Rodionova [11]
- Doppio misto:  Horia Tecău /  Sania Mirza [6],  Bruno Soares /  Martina Hingis [13]

### 4 luglio (11º giorno)

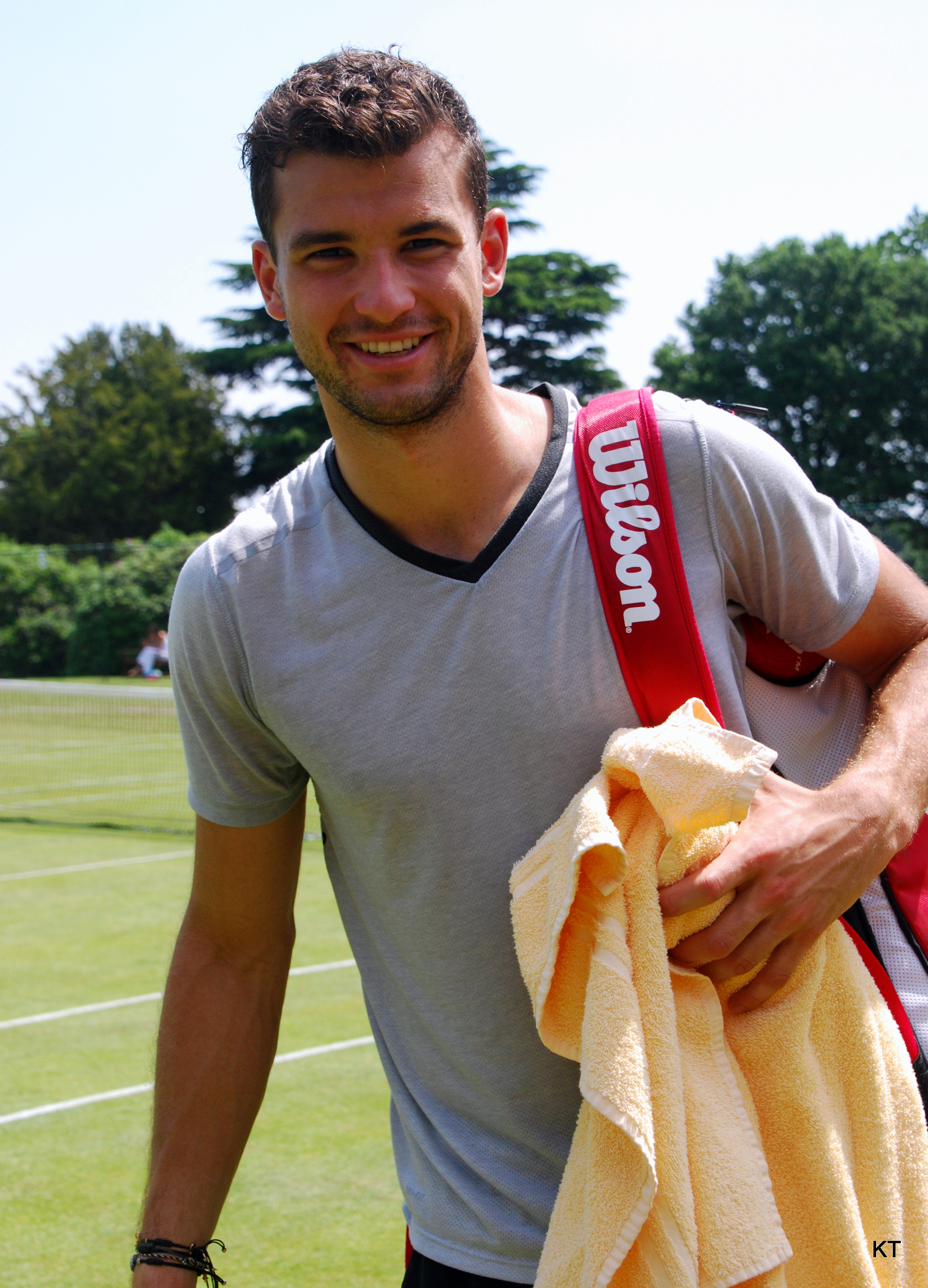
Il bulgaro Grigor Dimitrov, eliminato in semifinale, raggiunge il suo best ranking, piazzandosi al n.9 della classifica ATP

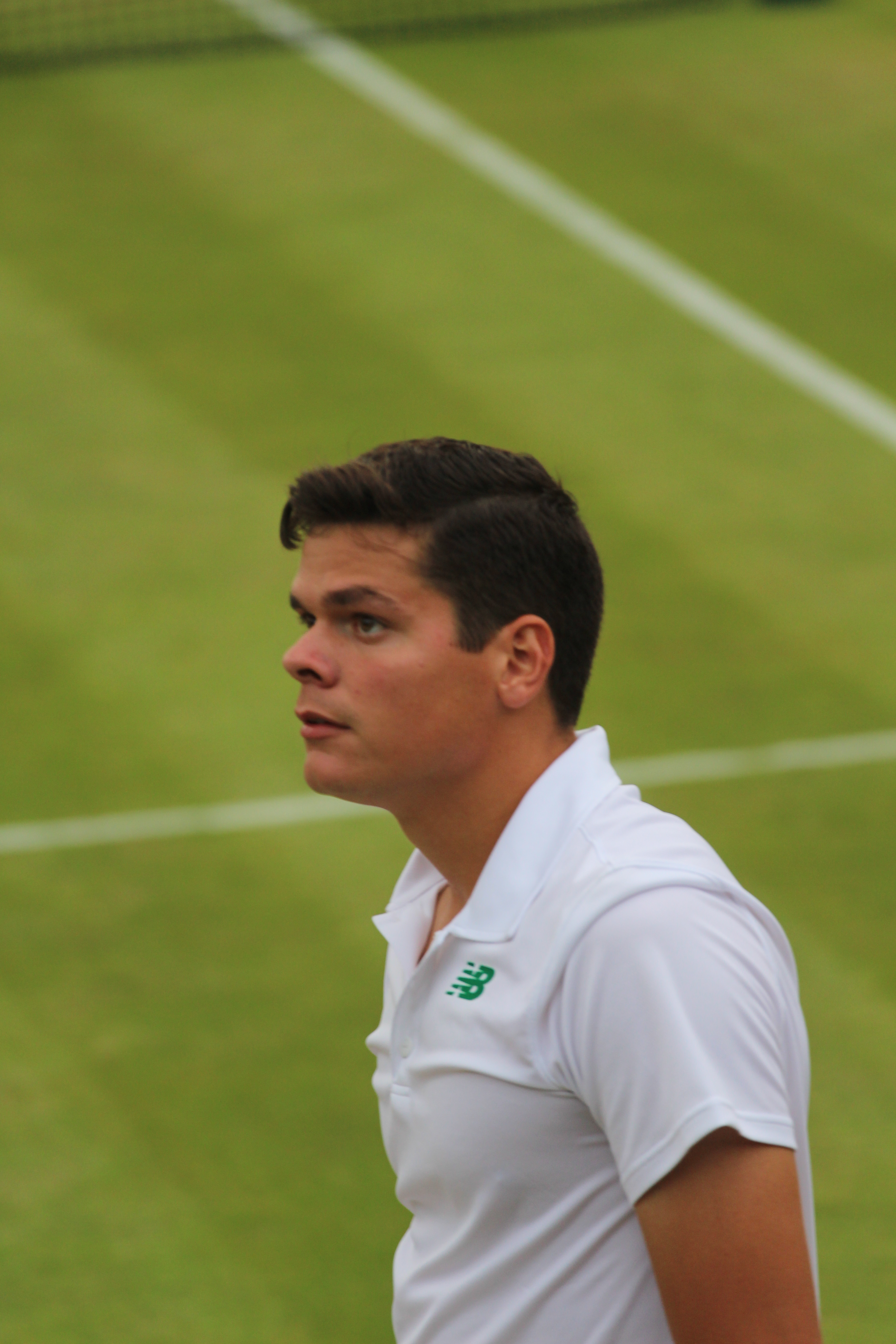
Milos Raonic raggiunge la sua prima semifinale in uno slam e migliora il suo ranking, issandosi al 6º posto delle classifiche.

Nell'11ª giornata si sono giocati gli incontri di semifinale del singolare maschile, del doppio maschile e femminile ed i quarti di finale del doppio misto in base al programma della giornata.
| Incontri sui campi principali     | Incontri sui campi principali                | Incontri sui campi principali          | Incontri sui campi principali |
| Incontri sul Centre Court         | Incontri sul Centre Court                    | Incontri sul Centre Court              | Incontri sul Centre Court     |
| Turno                             | Vincitore                                    | Perdente                               | Punteggio                     |
| --------------------------------- | -------------------------------------------- | -------------------------------------- | ----------------------------- |
| Semifinale singolare maschile     | Novak Đoković [1]                            | Grigor Dimitrov [11]                   | 6-4, 3-6, 7-65, 7-67          |
| Semifinale singolare maschile     | Roger Federer [4]                            | Milos Raonic [8]                       | 6-4, 6-4, 6-4,                |
| Doppio maschile per invito        | Goran Ivanišević Ivan Ljubičić               | Justin Gimelstob Chris Wilkinson       | 3-6, 6-1, [10-7]              |
| Incontri sul No. 1 Court          |                                              |                                        |                               |
| Turno                             | Vincitore                                    | Perdente                               | Punteggio                     |
| Semifinale doppio maschile        | Bob Bryan [1] Mike Bryan [1]                 | Michaël Llodra [12] Nicolas Mahut [12] | 7-64, 6-3, 6-2                |
| Quarti di finale doppio misto     | Aisam-ul-Haq Qureshi [16] Vera Duševina [16] | Neal Skupski [WC] Naomi Broady [WC]    | 6-4, 6-3                      |
| Doppio maschile per invito senior | Mansour Bahrami Henri Leconte                | Peter McNamara Paul McNamee            | 7-5, 6-4                      |
| Doppio maschile per invito senior | Rick Leach Mark Woodforde                    | Peter Fleming Patrick McEnroe          | 6-2, 6-4                      |

Teste di serie eliminate:
- Singolare maschile:  Milos Raonic [8],  Grigor Dimitrov [11]
- Doppio maschile:  Leander Paes /  Radek Štěpánek [5],  Michaël Llodra/ Nicolas Mahut [12]
- Doppio femminile:  Andrea Hlaváčková /  Jie Zheng [9]
- Doppio misto:  Jamie Murray /  Casey Dellacqua [10]

### 5 luglio (12º giorno)
| 5 luglio 2014 15:00 Finale femminile | Petra Kvitová [6] | 2 - 0 6-3, 6-0 | Eugenie Bouchard [13] | Centre Court, Wimbledon spettatori: 22.000 Giudice di sedia: Marija Cicak |

|     |                         |     |  |
| 68% | Prime di servizio       | 61% |  |
|     |                         |     |  |
| 3   | Doppi falli             | 2   |  |
|     |                         |     |  |
| 12  | Errori gratuiti         | 4   |  |
|     |                         |     |  |
| 28  | Vincenti                | 8   |  |
|     |                         |     |  |
| 4   | Aces                    | 1   |  |
|     |                         |     |  |
| 82% | Vincenti 1ª di servizio | 46% |  |
|     |                         |     |  |
| 38% | Vincenti 2ª di servizio | 36% |  |
|     |                         |     |  |
| 61  | Punti totali            | 37  |  |
|     |                         |     |  |
|     |                         |     |  |

Nella 12ª giornata si giocano gli incontri di finale del singolare femminile, del doppio maschile e femminile e le semifinali doppio misto in base al programma della giornata.
| Incontri sui campi principali     | Incontri sui campi principali            | Incontri sui campi principali                | Incontri sui campi principali |
| Incontri sul Centre Court         | Incontri sul Centre Court                | Incontri sul Centre Court                    | Incontri sul Centre Court     |
| Turno                             | Vincitore                                | Perdente                                     | Punteggio                     |
| --------------------------------- | ---------------------------------------- | -------------------------------------------- | ----------------------------- |
| Finale singolare femminile        | Petra Kvitová [6]                        | Eugenie Bouchard [13]                        | 6-3, 6-0                      |
| Finale doppio femminile           | Sara Errani [2] Roberta Vinci [2]        | Tímea Babos [14] Kristina Mladenovic [14]    | 6-1, 6-3                      |
| Finale doppio maschile            | Vasek Pospisil Jack Sock                 | Bob Bryan [1] Mike Bryan [1]                 | 7-65, 63-7, 6-4, 3-6, 7-5     |
| Incontri sul No. 1 Court          |                                          |                                              |                               |
| Turno                             | Vincitore                                | Perdente                                     | Punteggio                     |
| Doppio maschile per invito senior | Andrew Castle Mikael Pernfors            | Sergio Casal Joakim Nyström                  | 5-2, rit.                     |
| Semifinale doppio misto           | Nenad Zimonjić [15] Samantha Stosur [15] | Aisam-ul-Haq Qureshi [16] Vera Duševina [16] | 7-5, 6-2                      |
| Doppio maschile per invito        | Thomas Enqvist Mark Philippoussis        | Goran Ivanišević Ivan Ljubičić               | 6-4, 66-7, [10-5]             |
| Semifinale doppio misto           | Maks Mirny [14] Chan Hao-ching [14]      | Daniel Nestor [5] Kristina Mladenovic [5]    | 7-64, 7-5                     |

Teste di serie eliminate:
- Singolare femminile:  Eugenie Bouchard [13]
- Doppio maschile:  Bob Bryan /  Mike Bryan [1]
- Doppio femminile: Tímea Babos /  Kristina Mladenovic [14]
- Doppio misto:  Daniel Nestor /  Kristina Mladenovic [5],  Aisam-ul-Haq Qureshi /  Vera Duševina [16]

### 6 luglio (13º giorno)
| 6 luglio 2014 15:00 Finale maschile | Novak Đoković [1] | 3 - 2 6(7)–7, 6-4, 7–6(4), 5-7, 6-4 | Roger Federer [4] | Centre Court, Wimbledon spettatori: 22.000 Giudice di sedia: James Keothavong |

|     |                         |     |  |
| 62% | Prime di servizio       | 69% |  |
|     |                         |     |  |
| 3   | Doppi falli             | 5   |  |
|     |                         |     |  |
| 27  | Errori gratuiti         | 29  |  |
|     |                         |     |  |
| 68  | Vincenti                | 75  |  |
|     |                         |     |  |
| 13  | Aces                    | 29  |  |
|     |                         |     |  |
| 73% | Vincenti 1ª di servizio | 77% |  |
|     |                         |     |  |
| 65% | Vincenti 2ª di servizio | 44% |  |
|     |                         |     |  |
| 186 | Punti totali            | 180 |  |
|     |                         |     |  |
|     |                         |     |  |

Nella 13ª giornata si sono giocati gli incontri di finale del singolare maschile, del doppio misto e dei tornei giovanili in base al programma della giornata.
| Incontri sui campi principali     | Incontri sui campi principali            | Incontri sui campi principali       | Incontri sui campi principali |
| Incontri sul Centre Court         | Incontri sul Centre Court                | Incontri sul Centre Court           | Incontri sul Centre Court     |
| Turno                             | Vincitore                                | Perdente                            | Punteggio                     |
| --------------------------------- | ---------------------------------------- | ----------------------------------- | ----------------------------- |
| Finale singolare maschile         | Novak Đoković [1]                        | Roger Federer [4]                   | 67-7, 6-4, 7-64, 5-7, 6-4     |
| Finale doppio misto               | Nenad Zimonjić [15] Samantha Stosur [15] | Maks Mirny [14] Chan Hao-ching [14] | 6-4, 6-2                      |
| Incontri sul No. 1 Court          |                                          |                                     |                               |
| Turno                             | Vincitore                                | Perdente                            | Punteggio                     |
| Finale singolare ragazzi          | Noah Rubin [Q]                           | Stefan Kozlov [6]                   | 6-4, 4-6, 6-3                 |
| Finale singolare ragazze          | Jeļena Ostapenko                         | Kristína Schmiedlová [8]            | 2-6, 6-3, 6-0                 |
| Finale doppio maschile per invito | Guy Forget Cédric Pioline                | Rick Leach Mark Woodforde           | 6-4, 6-3                      |

Teste di serie eliminate:
- Singolare maschile:  Roger Federer [4]
- Doppio misto:  Maks Mirny /  Chan Hao-ching [14]

## Seniors

### Singolare maschile
Novak Đoković ha sconfitto in finale  Roger Federer per 6(7)–7, 6–4, 7–6(4), 5–7, 6–4.
- È il quarantacinquesimo titolo in carriera per Đoković, il quarto del 2014 e la seconda vittoria a Wimbledon.

### Singolare femminile
Petra Kvitová ha sconfitto in finale  Eugenie Bouchard per 6-3, 6-0.
- È il dodicesimo titolo in carriera per la Kvitová, il secondo sui campi londinesi.

### Doppio maschile
Vasek Pospisil /  Jack Sock hanno sconfitto in finale  Bob Bryan /  Mike Bryan per 7–6(5), 6(3)–7, 6-4, 3-6, 7-5.

### Doppio femminile
Sara Errani /  Roberta Vinci hanno sconfitto in finale  Tímea Babos /  Kristina Mladenovic per 6-1, 6-3.

### Doppio misto
Nenad Zimonjić /  Samantha Stosur hanno sconfitto in finale  Maks Mirny /  Chan Hao-ching per 6–4,  6–2.

## Junior

### Singolare ragazzi
Noah Rubin ha sconfitto in finale  Stefan Kozlov per 6-4, 4-6, 6-3.

### Singolare ragazze
Jeļena Ostapenko ha sconfitto in finale  Kristína Schmiedlová per 2-6, 6-3, 6-0.

### Doppio ragazzi
Orlando Luz /  Marcelo Zormann hanno sconfitto in finale  Stefan Kozlov /  Andrej Rublëv per 6-4, 3-6, 8-6.

### Doppio ragazze
Tami Grende /  Ye Qiuyu hanno sconfitto in finale  Marie Bouzková /  Dalma Gálfi per 6-2, 7–6(5).

## Tennisti in carrozzina

### Doppio maschile carrozzina
- Stéphane Houdet /  Shingo Kunieda hanno sconfitto in finale  Maikel Scheffers /  Ronald Vink pers 5-7, 6-0, 6-3.

### Doppio femminile carrozzina
- Yui Kamiji /  Jordanne Whiley hanno sconfitto in finale  Jiske Griffioen /  Aniek van Koot per 2-6, 6-2, 7-5.

## Altri eventi

### Doppio maschile per invito
- Thomas Enqvist /  Mark Philippoussis hanno sconfitto in finale  Jacco Eltingh /  Paul Haarhuis per 3-6, 6-3, [10-3].

### Doppio maschile per invito senior
- Jana Novotná /  Barbara Schett hanno sconfitto in finale  Martina Navrátilová /  Selima Sfar per 6-0, 7–6(2).

### Doppio femminile per invito
- Guy Forget /  Cédric Pioline hanno sconfitto in finale  Rick Leach /  Mark Woodforde per 6-4, 6-3.

## Teste di serie nel singolare
La seguente tabella illustra le teste di serie dei tornei di singolare, assegnate in base al ranking del 18 giugno 2012, i giocatori che non hanno partecipato per infortunio, quelli che sono stati eliminati, e i loro punteggi nelle classifiche ATP e WTA al 25 giugno 2012 e al 9 luglio 2012. In corsivo i punteggi provvisori.
| Legenda colori             |
| Vincitore                  |
| Finalista                  |
| Semifinalista              |
| Quarti di finale           |
| Eliminati a 1T, 2T, 3T, 4T |
| Non partecipa              |

### Classifica singolare maschile
Le teste di serie maschili sono assegnate seguendo una classifica speciale data dalla somma dei seguenti fattori:
- Punti ATP al 16 giugno 2014.
- 100% dei punti ottenuti sull'erba negli ultimi 12 mesi.
- 75% dei punti ottenuti sull'erba nei 12 mesi ancora precedenti.

| Testa di serie | Ranking | Giocatore              | Punti  | Punti da difendere | Punti conquistati | Nuovo punteggio | Situazione                                  |
| -------------- | ------- | ---------------------- | ------ | ------------------ | ----------------- | --------------- | ------------------------------------------- |
| 1              | 2       | Novak Đoković          | 12.330 | 1.200              | 2.000             | 13.130          | Vittoria in finale contro Roger Federer [4] |
| 2              | 1       | Rafael Nadal           | 12.500 | 10                 | 180               | 12.670          | Eliminato al 4T da Nick Kyrgios [WC]        |
| 3              | 5       | Andy Murray            | 4.680  | 2.000              | 360               | 3.040           | Eliminato ai QF da Grigor Dimitrov [11]     |
| 4              | 4       | Roger Federer          | 4.945  | 45                 | 1.200             | 6.100           | Sconfitto in finale da Novak Đoković [1]    |
| 5              | 3       | Stan Wawrinka          | 5.420  | 10                 | 360               | 5.770           | Eliminato ai QF da Roger Federer [4]        |
| 6              | 6       | Tomáš Berdych          | 4.680  | 360                | 90                | 4.410           | Eliminato al 3T da Marin Čilić [26]         |
| 7              | 7       | David Ferrer           | 4.190  | 360                | 45                | 3.875           | Eliminato al 2T da Andrej Kuznecov          |
| 8              | 9       | Milos Raonic           | 3.245  | 45                 | 720               | 3.920           | Eliminato in SF da Roger Federer [4]        |
| 9              | 11      | John Isner             | 2.690  | 45                 | 90                | 2.735           | Eliminato al 3T da Feliciano López [19]     |
| 10             | 13      | Kei Nishikori          | 2.690  | 90                 | 180               | 2.780           | Eliminato al 4T da Milos Raonic [8]         |
| 11             | 12      | Grigor Dimitrov        | 2.595  | 45                 | 720               | 3.270           | Eliminato in SF da Novak Đoković [1]        |
| 12             | 10      | Ernests Gulbis         | 2.725  | 90                 | 45                | 2.680           | Eliminato al 2T da Serhij Stachovs'kyj      |
| 13             | 14      | Richard Gasquet        | 2.415  | 90                 | 45                | 2.370           | Eliminato al 2T da Nick Kyrgios [WC]        |
| 14             | 17      | Jo-Wilfried Tsonga     | 1.775  | 45                 | 180               | 1.910           | Eliminato al 4T da Novak Đoković [1]        |
| 15             | 25      | Jerzy Janowicz         | 1.510  | 720                | 90                | 880             | Eliminato al 3T da Tommy Robredo [23]       |
| 16             | 15      | Fabio Fognini          | 2.155  | 10                 | 90                | 2.235           | Eliminato al 3T da Kevin Anderson [20]      |
| 17             | 16      | Michail Južnyj         | 1.790  | 180                | 45                | 1.655           | Eliminato al 2T da Jimmy Wang [Q]           |
| 18             | 24      | Fernando Verdasco      | 1.555  | 360                | 10                | 1.205           | Eliminato al 1T da Marinko Matosevic        |
| 19             | 26      | Feliciano López        | 1.455  | 90                 | 180               | 1.545           | Eliminato al 4T da Stan Wawrinka [5]        |
| 20             | 18      | Kevin Anderson         | 1.745  | 90                 | 180               | 1.835           | Eliminato al 4T da Andy Murray [3]          |
| 21             | 19      | Aleksandr Dolhopolov   | 1.680  | 90                 | 90                | 1.680           | Eliminato al 3T da Grigor Dimitrov [11]     |
| 22             | 28      | Philipp Kohlschreiber  | 1.440  | 10                 | 45                | 1.475           | Eliminato al 2T da Simone Bolelli [LL]      |
| 23             | 22      | Tommy Robredo          | 1.630  | 90                 | 180               | 1.720           | Eliminato al 4T da Roger Federer [4]        |
| 24             | 21      | Gaël Monfils           | 1.635  | (20)               | 45                | 1.660           | Eliminato al 2T da Jiří Veselý [WC]         |
| 25             | 34      | Andreas Seppi          | 1.105  | 180                | 10                | 935             | Eliminato al 1T da Leonardo Mayer           |
| 26             | 29      | Marin Čilić            | 1.350  | 45                 | 360               | 1.665           | Eliminato ai QF da Novak Đoković [1]        |
| 27             | 23      | Roberto Bautista Agut  | 1.580  | 45                 | 90                | 1.625           | Eliminato al 3T da Andy Murray [3]          |
| 28             | 31      | Guillermo García López | 1.163  | 10                 | 10                | 1.163           | Eliminato al 1T da Dušan Lajović            |
| 29             | 33      | Ivo Karlović           | 1.181  | (16)               | 10                | 1.175           | Eliminato al 1T da Frank Dancevic [LL]      |
| 30             | 30      | Marcel Granollers      | 1.250  | 10                 | 45                | 1.285           | Eliminato al 2T da Santiago Giraldo         |
| 31             | 35      | Vasek Pospisil         | 1.170  | 45                 | 10                | 1.135           | Eliminato al 1T da Robin Haase              |
| 32             | 32      | Dmitrij Tursunov       | 1.200  | 10                 | 10                | 1.200           | Eliminato al 1T da Denis Istomin            |
| WC             | 144     | Nick Kyrgios           | 400    | 0                  | 360               | 760             | Eliminato ai QF da Milos Raonic [8]         |

### Classifica singolare femminile
Le teste di serie femminili sono assegnate seguendo la classifica WTA al 16 giugno eccetto nei casi in cui il comitato organizzatore, viste le potenzialità sull'erba di una determinata giocatrice, la includa nelle teste di serie per un tabellone più equilibrato.
| Testa di serie | Ranking | Giocatrice               | Punti | Punti da difendere | Punti conquistati | Nuovo punteggio | Situazione                                       |
| -------------- | ------- | ------------------------ | ----- | ------------------ | ----------------- | --------------- | ------------------------------------------------ |
| 1              | 1       | Serena Williams          | 9.660 | 280                | 130               | 9.510           | Eliminata al 3T da Alizé Cornet [25]             |
| 2              | 2       | Li Na                    | 7.330 | 500                | 130               | 6.960           | Eliminata al 3T da Barbora Záhlavová-Strýcová    |
| 3              | 3       | Simona Halep             | 6.105 | 100                | 780               | 6.785           | Eliminata in SF da Eugenie Bouchard [13]         |
| 4              | 4       | Agnieszka Radwańska      | 5.990 | 900                | 240               | 5.330           | Eliminata al 4T da Ekaterina Makarova [22]       |
| 5              | 5       | Marija Šarapova          | 4.741 | 100                | 240               | 4.881           | Eliminata al 4T da Angelique Kerber [9]          |
| 6              | 6       | Petra Kvitová            | 4.570 | 500                | 2.000             | 6.070           | Vittoria in finale contro Eugenie Bouchard [13]  |
| 7              | 8       | Jelena Janković          | 3.990 | 100                | 10                | 3.900           | Eliminata al 1T da Kaia Kanepi                   |
| 8              | 9       | Viktoryja Azaranka       | 3.842 | 100                | 70                | 3.812           | Eliminata al 2T da Bojana Jovanovski             |
| 9              | 7       | Angelique Kerber         | 4.035 | 100                | 430               | 4.365           | Eliminata ai QF da Eugenie Bouchard [13]         |
| 10             | 10      | Dominika Cibulková       | 3.666 | 160                | 130               | 3.636           | Eliminata al 3T da Lucie Šafářová [23]           |
| 11             | 11      | Ana Ivanović             | 3.630 | 100                | 130               | 3.660           | Eliminata al 3T da Sabine Lisicki [19]           |
| 12             | 12      | Flavia Pennetta          | 3.378 | 280                | 70                | 3.168           | Eliminata al 2T da Lauren Davis                  |
| 13             | 13      | Eugenie Bouchard         | 3.320 | 160                | 1.300             | 4.460           | Sconfitta in finale contro Petra Kvitová [6]     |
| 14             | 14      | Sara Errani              | 3.120 | 5                  | 10                | 3.125           | Eliminata al 1T da Caroline Garcia               |
| 15             | 15      | Carla Suárez Navarro     | 2.905 | 280                | 70                | 2.695           | Eliminata al 2T da Zarina Dijas                  |
| 16             | 16      | Caroline Wozniacki       | 2.685 | 100                | 240               | 2.825           | Eliminata al 4T da Barbora Záhlavová-Strýcová    |
| 17             | 17      | Samantha Stosur          | 2.565 | 160                | 10                | 2.415           | Eliminata al 1T da Yanina Wickmayer              |
| 18             | 18      | Sloane Stephens          | 2.540 | 500                | 10                | 2.050           | Eliminata al 1T da Marija Kirilenko              |
| 19             | 19      | Sabine Lisicki           | 2.397 | 1.400              | 430               | 1.427           | Eliminata ai QF da Simona Halep (3)              |
| 20             | 20      | Andrea Petković          | 2.205 | 100                | 130               | 2.235           | Eliminata al 3T da Eugenie Bouchard [13]         |
| 21             | 21      | Roberta Vinci            | 2.150 | 280                | 10                | 1.880           | Eliminata al 1T da Donna Vekić                   |
| 22             | 22      | Ekaterina Makarova       | 2.110 | 160                | 430               | 2.380           | Eliminata ai QF da Lucie Šafářová [23]           |
| 23             | 23      | Lucie Šafářová           | 1.995 | 100                | 780               | 2.675           | Eliminata in SF da Petra Kvitová [6]             |
| 24             | 26      | Kirsten Flipkens         | 1.880 | 900                | 130               | 1.110           | Eliminata al 3T da Angelique Kerber [9]          |
| 25             | 24      | Alizé Cornet             | 1.995 | 160                | 240               | 2.075           | Eliminata al 4T da Eugenie Bouchard [13]         |
| 26             | 25      | Anastasija Pavljučenkova | 1.885 | 5                  | 10                | 1.890           | Eliminata al 1T da Alison Riske                  |
| 27             | 28      | Garbiñe Muguruza         | 1.625 | 100                | 10                | 1.535           | Eliminata al 1T da Coco Vandeweghe               |
| 28             | 27      | Svetlana Kuznecova       | 1.636 | 0                  | 10                | 1.646           | Eliminata al 1T da Michelle Larcher de Brito (Q) |
| 29             | 29      | Sorana Cîrstea           | 1.611 | 100                | 10                | 1.521           | Eliminata al 1T da Victoria Duval (Q)            |
| 30             | 31      | Venus Williams           | 1.596 | 0                  | 130               | 1.726           | Eliminata al 3T da Petra Kvitová [6]             |
| 31             | 32      | Klára Zakopalová         | 1.535 | 160                | 70                | 1.445           | Eliminata al 2T da Madison Keys                  |
| 32             | 49      | Elena Vesnina            | 1.105 | 100                | 70                | 1.075           | Eliminata al 2T da Barbora Záhlavová-Strýcová    |

## Punti e montepremi
Il montepremi complessivo è di 25.000.000 £
| Torneo              | Torneo              | V         | F       | SF      | QF      | 4T      | 3T     | 2T     | 1T     | Q  | Q3     | Q2    | Q1    |
| Singolare maschile  | Punti               | 2000      | 1200    | 720     | 360     | 180     | 90     | 45     | 10     | 25 | 16     | 8     | 0     |
| Singolare maschile  | Premi in denaro (£) | 1.760.000 | 880.000 | 440.000 | 226.000 | 117.000 | 71.000 | 43.000 | 27.000 | –  | 13.500 | 6.750 | 3.375 |
| Doppio maschile     | Punti               | 2000      | 1200    | 720     | 360     | 180     | 90     | 0      | –      | –  | –      | –     | –     |
| Doppio maschile     | Premi in denaro (£) | 325.000   | 163.000 | 81.500  | 41.000  | 21.500  | 13.000 | 8.500  | –      | –  | –      | –     | –     |
| Singolare femminile | Punti               | 2000      | 1300    | 780     | 430     | 240     | 130    | 70     | 10     | 40 | 30     | 20    | 2     |
| Singolare femminile | Premi in denaro (£) | 1.760.000 | 880.000 | 440.000 | 226.000 | 117.000 | 71.000 | 43.000 | 27.000 | –  | 13.500 | 6.750 | 3.375 |
| Doppio femminile    | Punti               | 2000      | 1300    | 780     | 430     | 240     | 5      | –      | –      | –  | –      | –     |       |
| Doppio femminile    | Premi in denaro (£) | 325.000   | 163.000 | 81.500  | 41.000  | 21.500  | 13.000 | 8.500  | –      | –  | –      | –     | –     |
| Doppio misto        | Punti               | –         | –       | –       | –       | –       | –      | –      | –      | –  | –      | –     | –     |
| Doppio misto        | Premi in denaro (£) | 96.000    | 48.000  | 24.000  | 11.500  | 5.600   | 2.800  | 1.400  | –      | –  | –      | –     | –     |